# Trận chiến vịnh Leyte
Trận chiến vịnh Leyte, còn gọi là Hải chiến vịnh Leyte, trước đây còn có tên là "Trận biển Philippine lần thứ hai", được xem là trận hải chiến lớn nhất của Thế Chiến II cũng như là một trong những trận hải chiến lớn nhất lịch sử.
Trận đánh xảy ra tại các vùng biển Philippine gần các đảo Leyte, Samar và Luzon từ ngày 23 đến ngày 26 tháng 10 năm 1944 giữa hải quân và không lực hải quân Đồng Minh chống lại Đế quốc Nhật Bản. Ngày 20 tháng 10 năm 1944, quân Mỹ bắt đầu tấn công đảo Leyte như một phần của chiến lược cô lập Nhật Bản khỏi các nước họ đã chiếm đóng tại Đông Nam Á, đặc biệt là dầu mỏ vốn là nguồn tiếp liệu sống còn của nền quân sự và công nghiệp Nhật. Hải quân Đế quốc Nhật Bản đã huy động hầu như tất cả các tàu chiến còn lại của họ nhằm đánh bại lực lượng tấn công đổ bộ Đồng Minh, nhưng đã bị Đệ Tam hạm đội và Đệ Thất hạm đội của Hải quân Hoa Kỳ đẩy lui. Hải quân Nhật đã không thể đạt được mục đích đề ra, bị thiệt hại nặng, và từ đó không thể tham chiến với một lực lượng tương đương. Đa số các tàu chiến lớn còn sống sót, do thiếu hụt nhiên liệu, hầu như phải ở lại căn cứ của chúng cho đến hết chiến tranh tại Thái Bình Dương.
Trận chiến vịnh Leyte bao gồm bốn trận hải chiến chính là: trận chiến biển Sibuyan, trận chiến eo biển Surigao, trận chiến ngoài khơi mũi Engaño và trận chiến ngoài khơi Samar cùng các hoạt động khác.
Trận chiến vịnh Leyte cũng được ghi nhận là trận đánh đầu tiên mà máy bay Nhật thực hiện các cuộc tấn công tự sát kiểu kamikaze (Thần Phong) một cách có tổ chức. Và một điểm đáng chú ý khác là lực lượng Nhật Bản trong trận này có số máy bay còn ít hơn so với số tàu bè của lực lượng Đồng Minh, một minh chứng rõ ràng cho sự chênh lệch về lực lượng của đôi bên đến thời điểm này của cuộc chiến.

## Bối cảnh
Các chiến dịch tiếp nối nhau từ tháng 8 năm 1942 đến đầu năm 1944 đã đẩy lui quân Nhật khỏi nhiều căn cứ trên các đảo tại Nam và Trung Thái Bình Dương, đồng thời cô lập nhiều căn cứ khác, đáng kể là ở quần đảo Solomon, quần đảo Bismarck, quần đảo Admiralty, New Guinea, quần đảo Marshall và đảo Wake. Đến tháng 6 năm 1944, một loạt các cuộc đổ bộ được hỗ trợ bởi Lực lượng Đặc nhiệm tàu sân bay nhanh của Đệ Ngũ hạm đội đã chiếm được hầu hết quần đảo Mariana (có bỏ qua Rota). Việc này đã phá vỡ vành đai chiến lược phòng thủ bên trong của Nhật Bản, chiếm được căn cứ mà máy bay ném bom chiến lược B-29 Superfortress có thể xuất phát để tấn công các đảo chính quốc Nhật. Trong cuộc phản công thất bại của Nhật ở Trận chiến biển Philippine, Hải quân Mỹ đã đánh chìm ba tàu sân bay, làm hư hại nhiều tàu chiến khác và tiêu diệt khoảng 600 máy bay Nhật, khiến Hải quân Nhật hầu như không còn lực lượng không quân trên tàu sân bay và phi công có kinh nghiệm.
Về kế hoạch hành động tiếp theo, Đô đốc Ernest J. King và các thành viên khác của Hội đồng Tham mưu trưởng Liên quân Hoa Kỳ thiên về giải pháp cô lập lực lượng Nhật tại Philippines và tấn công vào Đài Loan, cho phép lực lượng Mỹ và Úc kiểm soát được những con đường vận chuyển hàng hải giữa Nhật Bản và Đông Nam Á. Đại tướng Lục quân Douglas MacArthur thì bênh vực cho một cuộc tấn công vào Philippines, vốn cắt ngang con đường tiếp tế chiến lược của Nhật Bản. Để lại Philippines trong tay quân Nhật sẽ là một đòn đánh vào thanh thế của Mỹ và là một sự sỉ nhục vào danh dự cá nhân của MacArthur, khi vào năm 1942 ông đã phát biểu câu nói nổi tiếng: "Tôi sẽ trở lại". Nhiều sĩ quan cao cấp khác bên ngoài Hội đồng Tham mưu trưởng Liên quân, bao gồm Đô đốc Chester W. Nimitz, cũng cho là lực lượng không quân đáng kể mà người Nhật tập trung tại Philippines là quá nguy hiểm để có thể bỏ qua. Tuy nhiên, Nimitz và MacArthur ban đầu có những kế hoạch trái ngược nhau, trong đó kế hoạch của Nimitz nhấn mạnh vào việc tấn công Đài Loan, vì việc này cũng có thể làm cắt đứt đường tiếp vận đến Đông Nam Á. Đài Loan còn có thể được sử dụng làm bàn đạp để tấn công Trung Quốc lục địa, điều mà MacArthur cảm thấy không cần thiết. Một cuộc gặp gỡ tay ba diễn ra giữa MacArthur, Nimitz, và Tổng thống Roosevelt đã giúp xác định Philippines là mục tiêu chiến lược, nhưng để ngỏ quyết định cuối cùng về thời hạn sẽ tấn công Philippines. Cuối cùng Nimitz thay đổi ý kiến và đồng ý theo kế hoạch của MacArthur.
Có lẽ sự cân nhắc quan trọng cuối cùng đưa đến việc loại bỏ kế hoạch Đài Loan-Trung Quốc, như được Đô đốc King và những người khác khởi xướng, là việc tấn công Đài Loan đòi hỏi phải huy động khoảng 12 sư đoàn Lục quân và Thủy quân Lục chiến, một lực lượng vượt quá khả năng mà Mỹ có thể cung ứng được cho cả mặt trận Thái Bình Dương vào cuối năm 1944, trong khi toàn bộ Lục quân Úc còn phải đang tiếp chiến tại quần đảo Solomon, New Guinea, Đông Ấn thuộc Hà Lan và trên nhiều hòn đảo khác tại Thái Bình Dương. Một điều kiện chỉ có thể đáp ứng được sau khi Đức thua trận để có thể dành ra nhiều lực lượng hơn từ châu Âu.
Cuối cùng thì lực lượng của tướng MacArthur được cho phép đổ bộ lên đảo Leyte thuộc miền Trung Philippines. Lực lượng tấn công đổ bộ và hải quân hỗ trợ gần sẽ do Đệ Thất hạm đội, dưới quyền chỉ huy của Phó Đô đốc Thomas C. Kinkaid, đảm trách. Đệ Thất hạm đội lúc bây giờ bao gồm các đơn vị của Hải quân Hoa Kỳ, Hải quân Hoàng gia Úc, bao gồm các tàu tuần dương hạng nặng thuộc lớp County HMAS Shropshire và HMAS Australia cùng tàu khu trục HMAS Arunta, và có thể có một ít tàu chiến của New Zealand hoặc của Hà Lan.
Đệ tam hạm đội, dưới quyền chỉ huy của Đô đốc William F. Halsey, Jr., trong đó Lực lượng Đặc nhiệm TF 38 (lực lượng đặc nhiệm tàu sân bay nhanh), dưới quyền chỉ huy của Phó Đô đốc Marc Mitscher là thành phần chủ lực, sẽ hỗ trợ từ xa cho cuộc tấn công này. 

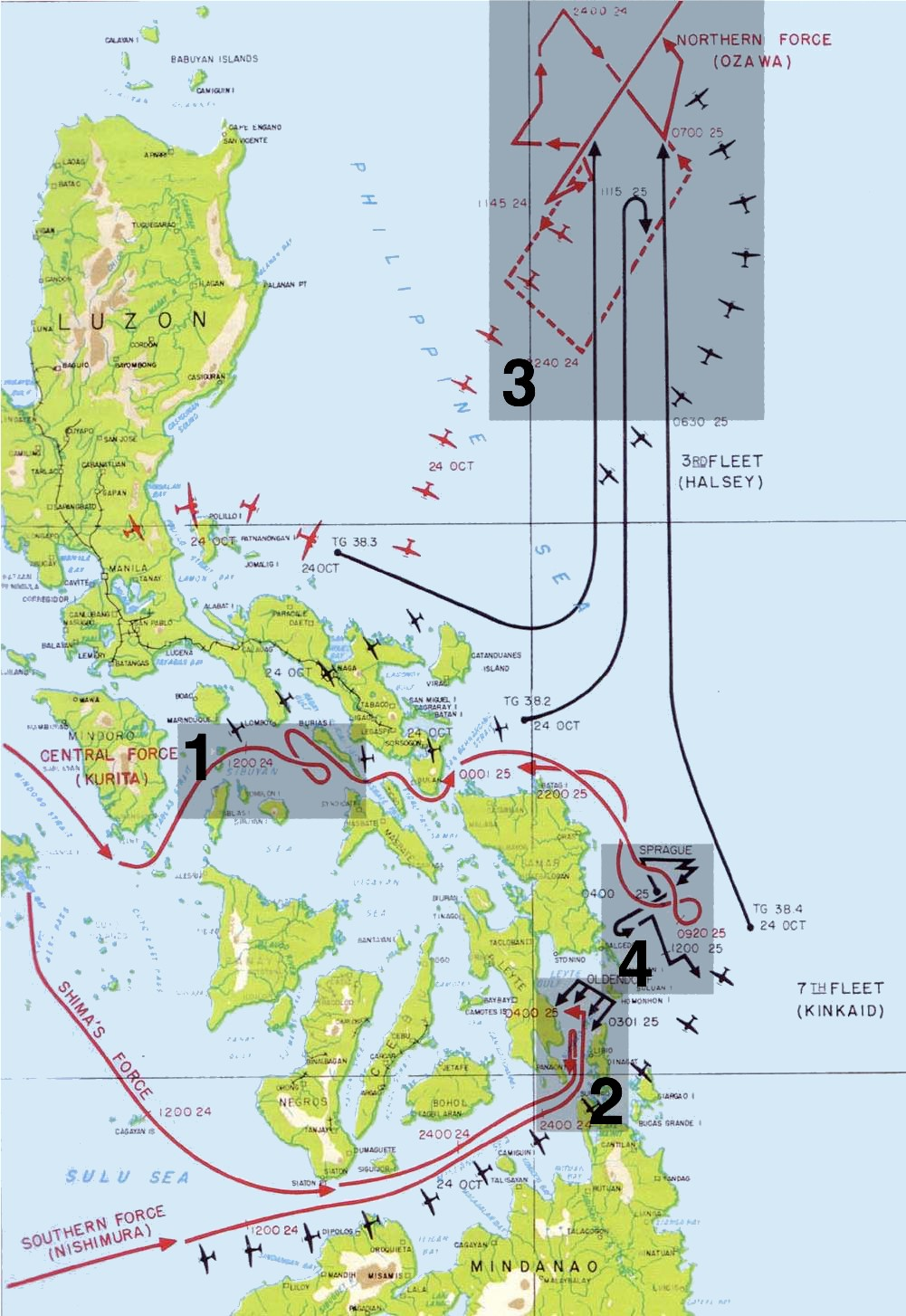
Bốn hoạt động chính trong Trận chiến vịnh Leyte. 1: Trận chiến biển Sibuyan, 2: Trận chiến eo biển Surigao, 3: Trận chiến mũi Engaño, 4: Trận chiến ngoài khơi Samar.

Thiếu sót căn bản và nghiêm trọng của kế hoạch này là đã không có sự chỉ huy chung cho lực lượng hải quân Mỹ. Việc thiếu một sự chỉ huy thống nhất, cộng với việc không thông tin đầy đủ, đã tạo ra một tình huống nguy cấp mà suýt nữa đã trở thành tai họa lớn cho lực lượng Mỹ. Do trùng khớp ngẫu nhiên, kế hoạch của Nhật Bản sử dụng ba hạm đội riêng biệt cũng không chỉ định một vị tổng tư lệnh chung.
Các dự tính của Mỹ cũng không quá xa lạ đối với Hải quân Đế quốc Nhật Bản. Tư lệnh Hạm đội Liên hợp Nhật Bản Soemu Toyoda đã chuẩn bị bốn kế hoạch "chiến thắng": Shō-Gō 1 (tiếng Nhật: 捷１号作戦, Shō ichigō sakusen) là một chiếc dịch hải quân lớn tại Philippines, trong khi các kế hoạch Shō-Gō 2, Shō-Gō 3 và Shō-Gō 4 là nhằm đáp trả các cuộc tấn công tương ứng nhắm vào Đài Loan, đảo Ryukyu và quần đảo Kuril. Những kế hoạch này là những chiến dịch tấn công phức tạp, huy động hầu như toàn bộ lực lượng có được vào một trận chiến quyết định, và do đó có thể làm tiêu hao lượng nhiên liệu dự trữ ít ỏi của Nhật.
Từ ngày 12 tháng 10 năm 1944, Đệ Tam hạm đội của Đô đốc Halsey bắt đầu một loạt các cuộc không kích bằng máy bay trên tàu sân bay xuống Đài Loan và quần đảo Ryukyu, nhằm ngăn ngừa việc máy bay đặt căn cứ tại đây có thể ngăn trở việc đổ bộ xuống Leyte. Bộ chỉ huy Nhật liền áp dụng kế hoạch Shō-Gō 2, tung ra các đợt không kích chống lại các tàu sân bay của Hạm đội 3. Trong cuộc chiến ác liệt đó, Nhật Bản bị thảm bại với thiệt hại 600 máy bay trong vòng ba ngày, hầu như toàn bộ sức mạnh không lực của khu vực. Sau khi lực lượng Mỹ bắt đầu tấn công Philippines, Hải quân Nhật chuyển sang thực hiện kế hoạch Shō-Gō 1.
Kế hoạch Shō-Gō 1 sử dụng các tàu chiến của Phó Đô đốc Jisaburō Ozawa, dưới tên gọi "Lực lượng phía Bắc", sẽ nhử lực lượng hạm đội yểm trợ chính của Mỹ ra khỏi Leyte. "Lực lượng phía Bắc" bao gồm nhiều tàu sân bay, nhưng chỉ có rất ít máy bay hoặc phi công được huấn luyện đầy đủ. Những chiếc tàu sân bay hoạt động như là những con mồi, và sau khi lực lượng yểm trợ đã được kéo ra xa, hai lực lượng tàu nổi khác sẽ hướng đến Leyte từ phía Tây. "Lực lượng phía Nam" của các Đô đốc Nishimura và Shima sẽ tấn công vào khu vực đổ bộ ngang qua eo biển Surigao. "Lực lượng Trung tâm" của Đô đốc Kurita, là lực lượng tấn công hùng mạnh nhất, sẽ băng qua eo biển San Bernardino vào biển Philippine, hướng về phía Nam để cùng tấn công vào khu vực đổ bộ.
Kế hoạch này dường như sẽ mang lại hậu quả bị tiêu hao một hoặc nhiều lực lượng tấn công, nhưng sau này Đô đốc Toyoda đã giải thích cho những người Mỹ thẩm vấn ông như sau:
| “                                                                                        | Nếu chúng tôi thất bại trong các chiến dịch tại Philippines, cho dù hạm đội có thể thoát được, thì con đường vận chuyển hàng hải về phía Nam cũng hoàn toàn bị cắt đứt. Nếu hạm đội quay về vùng biển Nhật Bản, chúng không được cung cấp dầu; còn nếu chúng ở lại vùng biển phía Nam, chúng không thể nhận tiếp liệu vũ khí đạn dược. Không có cách nào cứu vớt được hạm đội nếu mất Philippines. | ” |
| — Khảo sát Ném bom Chiến lược Hoa Kỳ (Thái Bình Dương) - 'Thẩm vấn các sĩ quan Nhật Bản' | |   |

## Hoạt động tàu ngầm tại eo biển Palawan (23 tháng 10)
(Ghi chú: Hoạt động này được tác giả Morison xem như là "Đụng độ tại eo biển Palawan", trong khi thỉnh thoảng có những nguồn khác gọi là "Trận chiến eo biển Palawan ").
Khi rời căn cứ của chúng tại Brunei, "Lực lượng Trung tâm" hùng hậu của Đô đốc Kurita bao gồm năm thiết giáp hạm (Yamato, Musashi, Nagato, Kongō, và Haruna); mười tàu tuần dương hạng nặng (Atago, Maya, Takao, Chōkai, Myōkō, Haguro, Kumano, Suzuya, Tone và Chikuma), hai tàu tuần dương hạng nhẹ Noshiro và Yahagi cùng 15 tàu khu trục.
Hạm đội của Kurita vượt qua đảo Palawan vào khoảng nữa đêm 22 - 23 tháng 10. Các tàu ngầm Mỹ Darter và Dace được bố trí để hoạt động chung với nhau gần đó. Lúc 00 giờ 16 phút ngày 23 tháng 10, radar của Darter đã phát hiện được đội hình hạm đội Nhật Bản ở khoảng cách 27 km (30.000 yard), và thuyền trưởng ra lệnh theo dõi bằng mắt thường. Hai chiếc tàu ngầm nhanh chóng di chuyển đuổi theo hạm đội, trong khi Darter gửi bức điện báo cáo đầu tiên trong số ba bức điện. Ít nhất một bức điện trong số đó được nhân viên điện báo trên chiếc Yamato bắt được, nhưng Kurita đã không thực hiện các biện pháp phòng thủ chống tàu ngầm đầy đủ.
Sau nhiều giờ di chuyển trên mặt nước ở tốc độ tối đa, Darter và Dace đến được một vị trí phía trước đội hình của Kurita với ý định mở một cuộc tấn công ngầm lúc tảng sáng. Cuộc tấn công này thành công một cách đầy bất ngờ. Lúc 05 giờ 24 phút, Darter bắn một loạt sáu quả ngư lôi, trong đó ít nhất bốn quả đã trúng soái hạm của Kurita là chiếc tàu tuần dương hạng nặng Atago. Mười phút sau, Darter bắn trúng hai quả vào chiếc tàu chị em với Atago là chiếc Takao bằng một loạt ngư lôi khác. Lúc 05 giờ 56 phút, Dace bắn trúng bốn quả ngư lôi vào chiếc tàu tuần dương hạng nặng Maya (cùng là tàu chị em với Atago và Takao).
Atago và Maya bị chìm nhanh chóng. Takao quay trở lại Brunei dưới sự hộ tống của hai tàu khu trục, và bị hai chiếc tàu ngầm Mỹ tiếp tục theo đuổi. Vào ngày 24 tháng 10, trong khi hai chiếc tàu ngầm tiếp tục săn đuổi chiếc tàu tuần dương bị thương, chiếc Darter bị mắc cạn tại bãi ngầm Bombay. Mọi nỗ lực cứu vớt nó bị thất bại, nên nó bị bỏ lại. Tuy nhiên, mọi thành viên thủy thủ đoàn đều được Dace cứu vớt. Trong khi đó, Takao quay về Singapore, nơi nó ở lại cho đến hết chiến tranh. Atago bị chìm nhanh đến mức Kurita buộc phải bơi khỏi con tàu để có thể sống sót. Ông được một trong các khu trục hạm Nhật vớt, và sau đó chuyển cờ hiệu chỉ huy của mình sang thiết giáp hạm Yamato.

## Trận chiến biển Sibuyan (24 tháng 10)

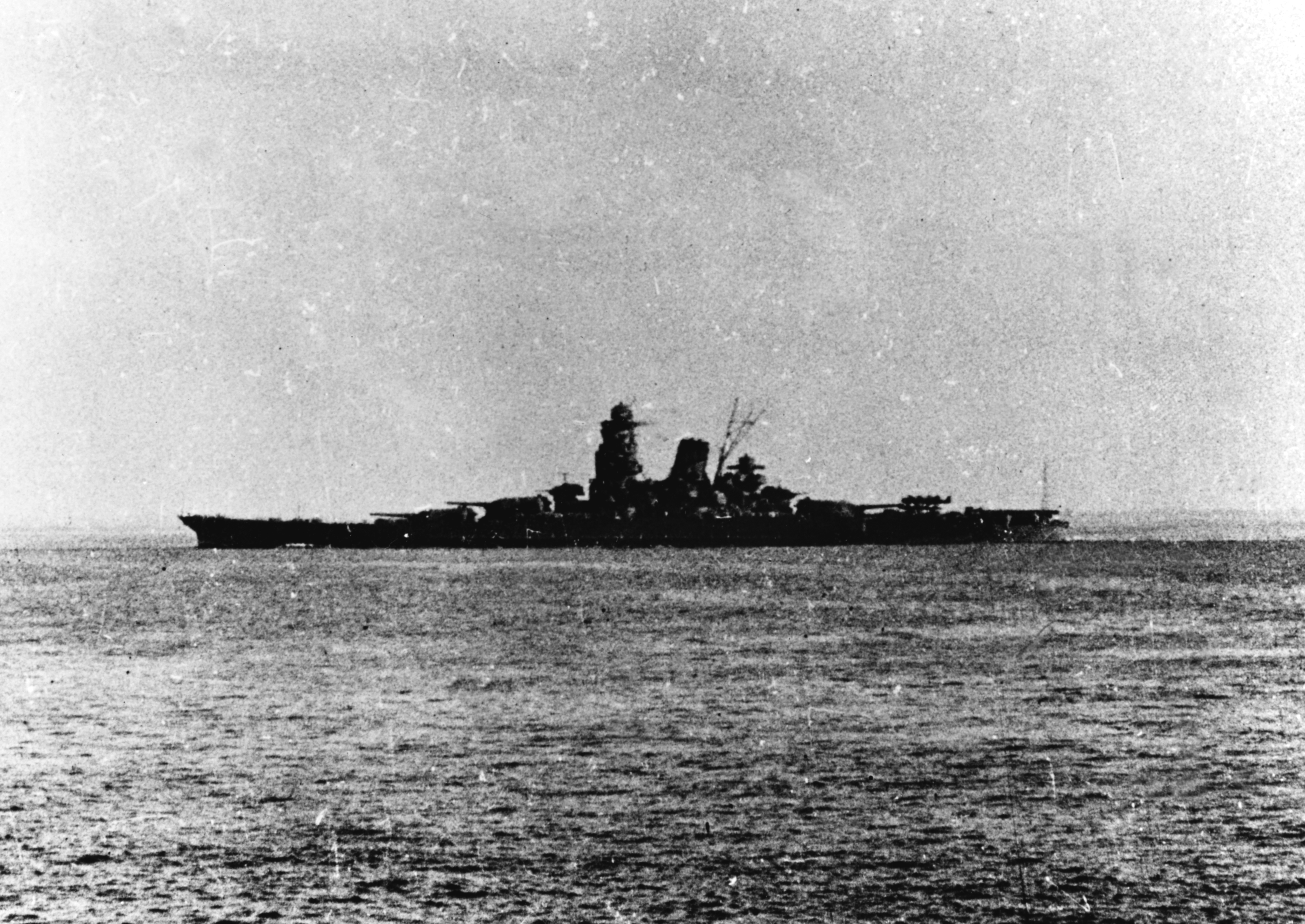
Musashi rời Brunei trong tháng 10 năm 1944 tham gia Trận chiến vịnh Leyte.

Vào khoảng 8 giờ sáng ngày 24 tháng 10, "Lực lượng Trung tâm" bị phát hiện trong khi đang di chuyển qua biển Sibuyan và bị các phi đội tiêm kích Hellcat VF-20, phi đội ném bom Helldiver VB-20 và phi đội ném ngư lôi Avenger VT-20 từ tàu sân bay USS Enterprise thuộc Đệ Tam hạm đội của Halsey tấn công. Cho dù có lực lượng vượt trội, Đệ Tam hạm đội không được chuẩn bị để đối phó mối nguy cơ này. Vào ngày 22 tháng 10, Halsey đã tách hai trong số các đội đặc nhiệm tàu sân bay của ông quay về căn cứ của hạm đội tại Ulithi để tiếp liệu và tái trang bị. Khi nhận được báo cáo của Darter về việc tiếp xúc với hạm đội đối phương, Halsey đã gọi Đội đặc nhiệm của Davison quay trở lại chiến trường, nhưng lại cho phép Đội đặc nhiệm của Phó Đô đốc McCain, đội đặc nhiệm tàu sân bay mạnh nhất của TF 38, được tiếp tục hành trình đến Ulithi. Cuối cùng vào ngày 24 tháng 10, Halsey cũng triệu hồi Đội đặc nhiệm của McCain, nhưng sự chậm trễ đó đã khiến cho đội đặc nhiệm tàu sân bay mạnh nhất Hoa Kỳ chỉ góp được phần rất nhỏ trong trận chiến quyết định, và Đệ Tam hạm đội bị suy giảm gần 40% lực lượng không quân của nó trong hầu hết thời gian của trận đánh. Vào buổi sáng ngày 24 tháng 10 chỉ có ba đội đặc nhiệm tàu sân bay có thể tấn công được vào lực lượng của Kurita, và đội có vị trí thuận lợi nhất để tấn công, Đội đặc nhiệm 38.2 của Chuẩn Đô đốc Bogan, không may thay lại là đội yếu nhất với một tàu sân bay hạm đội duy nhất là chiếc Intrepid cùng hai tàu sân bay hạng nhẹ. Việc không triệu hồi đội đặc nhiệm của McCain một cách kịp thời vào ngày 23 tháng 10 cũng làm suy yếu thêm lực lượng do thiếu bốn trong số sáu tàu tuần dương hạng nặng của Đệ Tam hạm đội cho đến hết trận chiến.

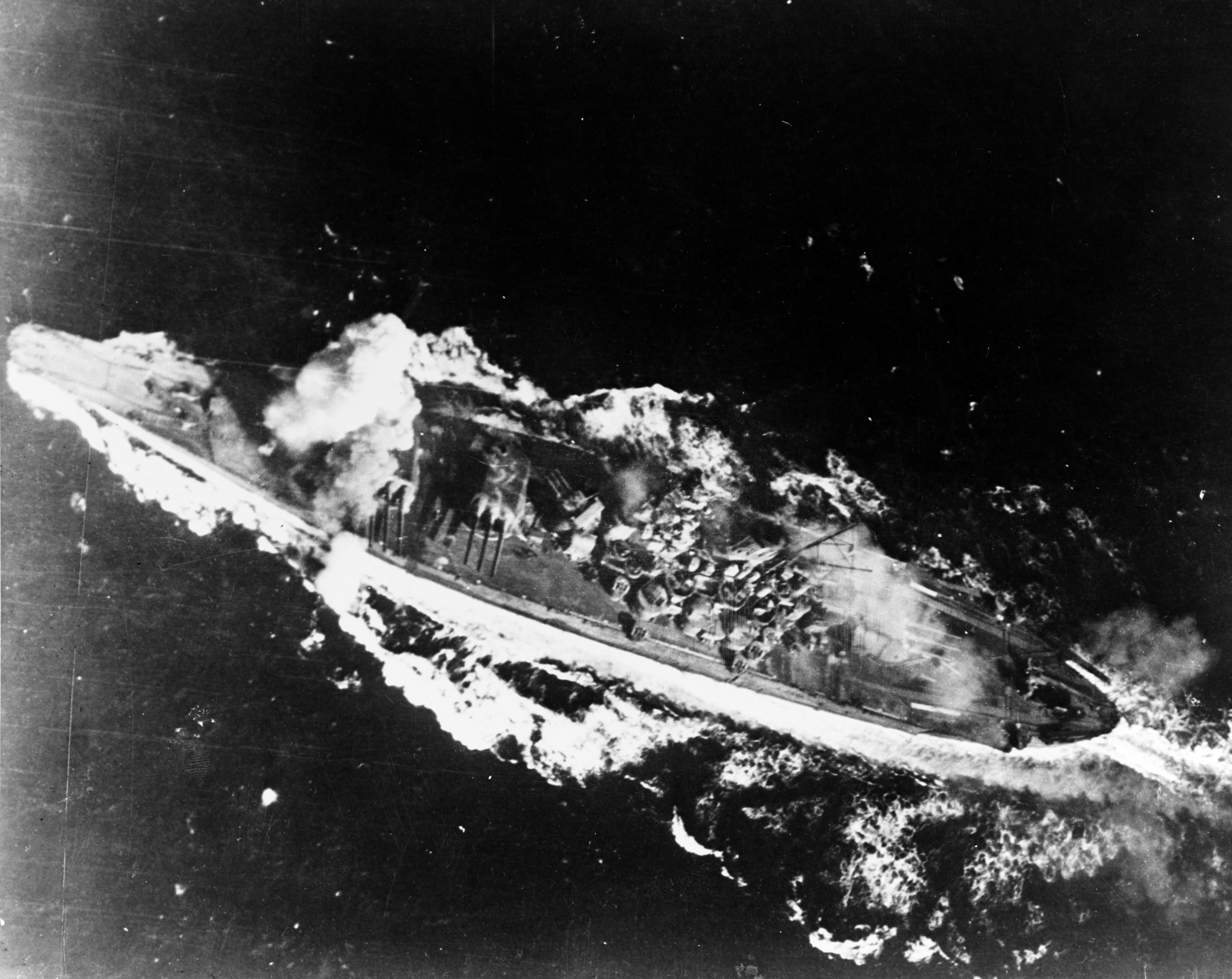
Yamato trúng một quả bom gần tháp pháo phía trước trong Trận biển Sibuyan.

Máy bay từ các tàu sân bay Intrepid và Cabot thuộc đội đặc nhiệm của Bogan đã tấn công vào lúc 10 giờ 30 phút, đánh trúng các thiết giáp hạm Nagato, Yamato, Musashi và làm hư hại nặng chiếc tàu tuần dương Myōkō. Một đợt tấn công thứ hai xuất phát từ những chiếc Intrepid, Essex và Lexington, với các phi đội Helldiver VB-15 và Hellcat VF-15 của chiếc Essex, đã đánh trúng 10 phát trên chiếc Musashi. Khi chiếc thiết giáp hạm bị nghiêng sang mạn trái và bị buộc phải rút lui, một đợt tấn công thứ ba từ các tàu sân bay Enterprise và Franklin đánh trúng nó thêm mười một quả bom và tám ngư lôi.
Kurita cho hạm đội của ông quay đầu lại để ra khỏi tầm hoạt động của những máy bay tấn công, đi vượt qua chiếc Musashi lúc này đã bị hư hỏng nặng khi lực lượng của ông rút lui. Kurita đợi cho đến 17 giờ 15 phút trước khi quay đầu lại và hướng đến eo biển San Bernardino. Musashi lật và chìm vào khoảng 19 giờ 30 phút.
Trong khi đó, Phó Đô đốc Takijirō Ōnishi tung ra ba đợt máy bay thuộc Không đoàn 1 của ông đặt căn cứ tại Luzon nhắm vào các tàu sân bay của Đội Đặc nhiệm 38.3 dưới quyền Chuẩn Đô đốc Sherman. Máy bay của đội đặc nhiệm này có nhiệm vụ tấn công các sân bay ở Luzon nhằm ngăn ngừa các cuộc không kích vào tàu bè Đồng Minh trong vịnh Leyte. Mỗi đợt tấn công của Ōnishi bao gồm khoảng 50 đến 60 máy bay.

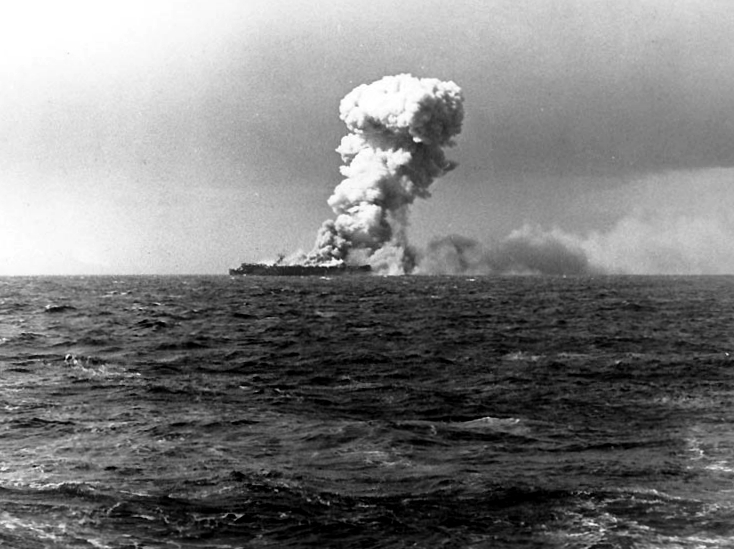
USS Princeton bốc cháy, phía Đông đảo Luzon.

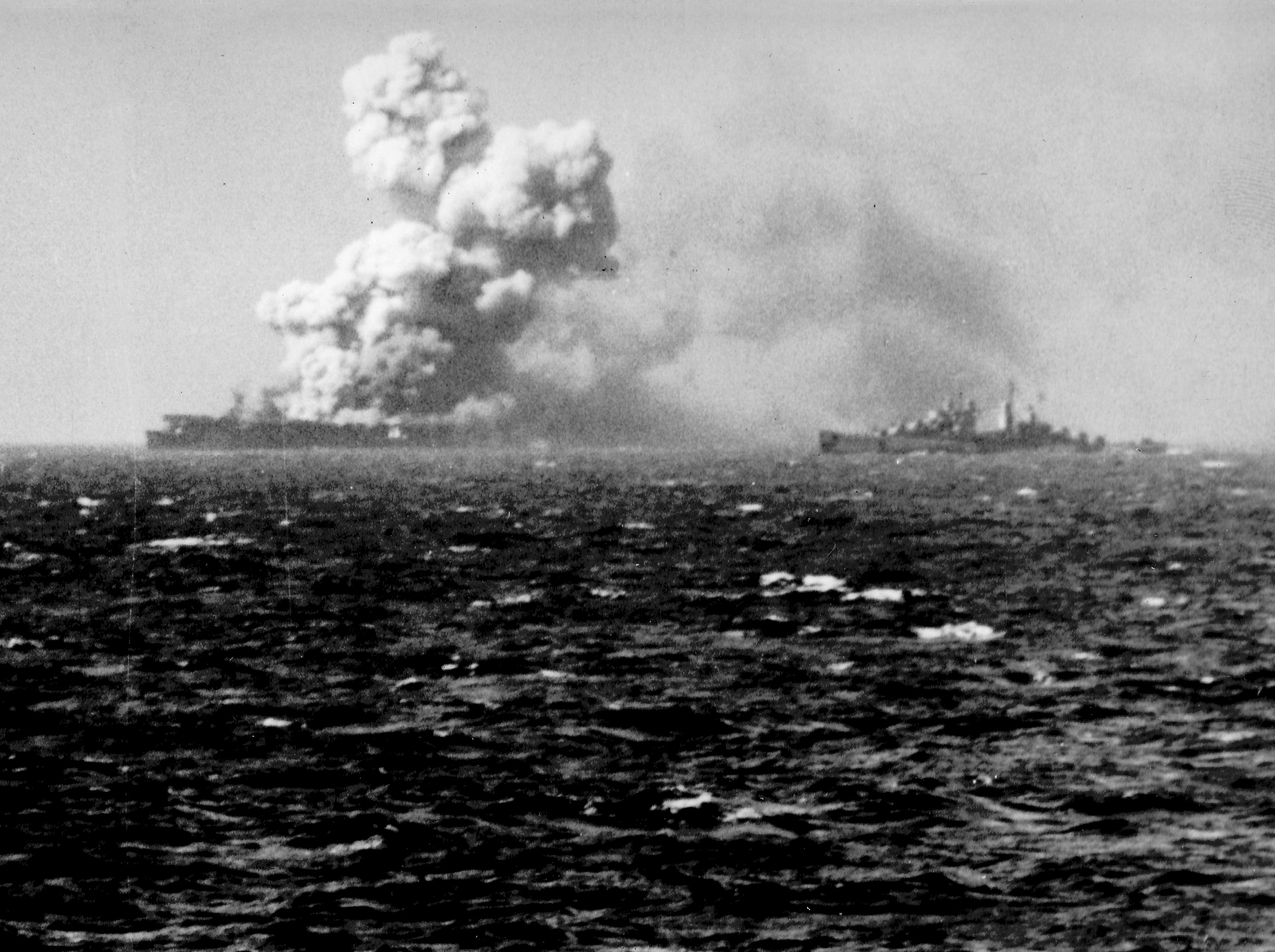
USS Princeton nổ tung lúc 15 giờ 23 phút.

Hầu hết các máy bay Nhật đều bị đánh chặn và bắn rơi hoặc đánh đuổi bởi những chiếc máy bay tiêm kích Hellcat của Sherman làm nhiệm vụ tuần tra chiến đấu trên không, trong đó đáng kể nhất là hai tốp máy bay tiêm kích từ chiếc Essex do Trung tá Hải quân David McCampbell dẫn đầu. Ông cũng là người đã bắn rơi chín máy bay đối phương trong chỉ trong một phi vụ. Tuy nhiên, một máy bay ném bom bổ nhào Yokosuka D4Y Judy đã vượt qua được hàng rào phòng thủ, và đến 09 giờ 38 phút đã đánh trúng tàu sân bay hạng nhẹ Princeton với một quả bom xuyên thép 250 kg (550 lb), gây một đám cháy nghiêm trọng trong sàn chứa máy bay của chiếc Princeton. Hệ thống vòi chữa cháy tự động trên tàu đã không hoạt động, nên các đám cháy đã lan ra nhanh chóng và một loạt các vụ nổ tiếp nối xảy ra. Đám cháy dần dần được kiểm soát, nhưng đến 15 giờ 23 phút, một tiếng nổ dữ dội, có thể đã xuất phát từ kho chứa bom phía sau con tàu, và gây thêm nhiều thương vong trên chiếc Princeton. Tàu tuần dương USS Birmingham, vốn đang cặp sát từ phía sau để giúp đỡ chữa cháy, còn chịu nhiều thương vong hơn nữa với trên 300 người chết và bị thương. Birmingham bị hư hại nặng đến mức nó bị buộc phải rút lui, và một số tàu bè khác ở gần đó cũng bị hư hại. Mọi nỗ lực nhằm cứu chiếc Princeton đều bị thất bại, và cuối cùng nó bị đánh đắm bởi ngư lôi từ tàu tuần dương hạng nhẹ Reno vào lúc 17 giờ 50 phút.
Trong ngày 24 tháng 10, Đệ Tam hạm đội đã tung ra tổng cộng 259 phi vụ nhắm vào "Lực lượng Trung tâm", đa số là những chiếc Hellcat. Sức mạnh của cuộc tấn công này chưa đủ để có thể vô hiệu hóa nguy cơ từ phía Kurita. Để so sánh, trong ngày hôm sau đã có đến 527 phi vụ được Đệ Tam hạm đội tung ra nhắm vào "Lực lượng phía Bắc" vốn yếu hơn nhiều của Đô đốc Ozawa. Hơn nữa, phần lớn các cuộc tấn công trong biển Sibuyan chỉ hướng về một chiếc tàu chiến duy nhất, Musashi. Chiếc thiết giáp hạm lớn bị chìm, và tàu tuần dương Myōkō bị hỏng, nhưng mọi tàu chiến khác trong lực lượng của Kurita đều còn khả năng chiến đấu và có thể tiến tới.
Do hậu quả của một quyết định để đời của Đô đốc Halsey, lực lượng của Kurita giờ đây có thể đi qua eo biển San Bernardino trong đêm đó, để xuất hiện một cách bất ngờ và ngoạn mục ngoài khơi bờ biển đảo Samar sáng hôm sau.

## Lực lượng Đặc nhiệm 34 / Eo biển San Bernardino
Sau khi các hạm đội của "Lực lượng phía Nam" và "Lực lượng Trung tâm" Nhật Bản bị phát hiện, nhưng trước khi tìm thấy các tàu sân bay thuộc "Lực lượng phía Bắc" của Ozawa, Halsey và bộ tham mưu Đệ Tam hạm đội trên chiếc thiết giáp hạm New Jersey đã chuẩn bị một kế hoạch dự phòng đối phó lại mối đe dọa từ "Lực lượng Trung tâm" của Kurita. Ý định của họ là sẽ chặn eo biển San Bernardino bằng một lực lượng đặc nhiệm mạnh mẽ gồm các thiết giáp hạm nhanh và được hỗ trợ bởi hai đội đặc nhiệm tàu sân bay. Lực lượng thiết giáp hạm này được sắp xếp thành Lực lượng Đặc nhiệm 34, bao gồm 4 thiết giáp hạm, 5 tàu tuần dương và 14 tàu khu trục dưới quyền chỉ huy của Phó Đô đốc Willis A. Lee. Chuẩn Đô đốc Ralph E. Davison, tư lệnh Đội đặc nhiệm 38.4, được cử ra chỉ huy chung lực lượng hỗ trợ trên không cho Lực lượng Đặc nhiệm, bao gồm hai đội đặc nhiệm tàu sân bay nhanh.
Lúc 15 giờ 12 phút ngày 24 tháng 10, Đô đốc Halsey gửi một bức điện vô tuyến đến các vị chỉ huy dưới quyền về chi tiết của kế hoạch dự phòng này (đoạn trích dẫn dưới đây nêu biên chế và chỉ định người chỉ huy cho Lực lượng Đặc nhiệm 34):
Morison (1956)
Halsey cũng gửi bản sao bức điện này cho Đô đốc Nimitz tại tổng hành dinh Hạm đội Thái Bình Dương ở Trân Châu Cảng và Đô đốc King tại Washington, nhưng ông đã không đưa tên Đô đốc Kincaid (tư lệnh Đệ Thất hạm đội) vào danh sách những người nhận. Dù sao, Đệ Thất hạm đội cũng nhận được nội dung bức điện này, vì theo thông lệ các Đô đốc vẫn chỉ thị cho các điện báo viên thu thập mọi bức điện mà họ dò thấy, bất kể bức điện đó có gửi cho họ hay không. Vì Halsey dự tính cho Lực lượng Đặc nhiệm 34 như là một đơn vị dự phòng sẽ được thành lập và tách ra khi ông ra lệnh, khi ông viết "will be formed" là ông muốn nhấn mạnh đến thì tương lai, nhưng ông đã bỏ qua không đề cập đến khi nào hay dưới những hoàn cảnh nào mà Lực lượng Đặc nhiệm 34 sẽ được thành lập. Việc bỏ qua này đã khiến Đô đốc Kinkaid của Đệ Thất hạm đội tin rằng Halsey đang nói ở thì hiện tại chứ không phải là thì tương lai, và ông đưa đến kết luận rằng Lực lượng Đặc nhiệm 34 đã được thành lập và đang trú đóng ngoài khơi eo biển San Bernardino. Đô đốc Nimitz tại Trân Châu Cảng cũng suy đoán và đi đến kết luận tương tự như vậy.
Sau đó Halsey gửi một bức điện thứ hai vào lúc 17 giờ 10 phút cho các thuộc cấp nói rõ ý định của ông về Lực lượng Đặc nhiệm 34:
| “                   | Nếu lực lượng đối phương xuất hiện (qua eo biển San Bernadino), Lực lượng Đặc nhiệm 34 sẽ được thành lập theo chỉ thị của tôi. | ” |
| — T.J. Cutler(1994) | |   |

Không may là, Halsey gửi bức điện thứ hai đến các thuộc cấp bằng đường thoại vô tuyến, nên Đệ Thất hạm đội đã không thể bắt được nó, và Halsey cũng không chuyển tiếp bức điện này bằng đường điện báo đến Nimitz hay King. Sự hiểu lầm tai hại, gây ra bởi sự nhập nhằng của Halsey ở bức điện thứ nhất, và thiếu sót không chuyển tiếp bức điện làm rõ thứ hai đến Nimitz, King hay Kincaid đã gây một ảnh hưởng sâu sắc đến tiến trình của trận đánh sau đó.

## Quyết định của Halsey (24 tháng 10)
Máy bay của Đệ Tam hạm đội đã không thể tìm thấy "Lực lượng phía Bắc" đóng vai trò nhử mồi của Đô đốc Ozawa cho đến tận 16 giờ 40 phút ngày 24 tháng 10. Điều này phần lớn là do Đệ Tam hạm đội quá bận rộn vào việc tấn công lực lượng của Kurita, và họ còn phải tự vệ chống lại các cuộc không kích xuất phát từ đảo Luzon. Vì vậy, điều kỳ cục đã xảy ra là, lực lượng Nhật Bản duy nhất mong muốn được phát hiện lại là lực lượng còn lại duy nhất mà Mỹ không thể tìm thấy. Tối ngày 24 tháng 10 Ozawa bắt được một bức điện của Mỹ (nhầm lẫn) mô tả việc hạm đội của Kurita rút lui, nên ông bắt đầu rút lui theo. Tuy nhiên, đến 20 giờ 00 phút, Soemu Toyoda ra lệnh cho toàn bộ lực lượng của ông phải tấn công như một sự giúp đỡ cần thiết. Nhằm thu hút sự chú ý của Đệ Tam hạm đội vào lực lượng nhữ mồi của mình, Ozawa đổi hướng một lần nữa quay về phía Nam hướng đến Leyte.
Halsey bị thuyết phục rằng "Lực lượng phía Bắc" mới là mối nguy cơ chính của Nhật, và ông đã quyết định nắm lấy cái mà ông cho là một cơ hội bằng vàng để tiêu diệt lực lượng tàu sân bay cuối cùng còn lại của Nhật Bản. Tin rằng "Lực lượng Trung tâm" đã bị vô hiệu hóa bởi các đợt không kích được máy bay Đệ Tam hạm đội thực hiện trong ngày tại biển Sibuyan, và phần còn lại đang rút lui, Halsey điện cho Nimitz và Kinkaid:
| “                | Căn cứ theo các báo cáo tấn công, Lực lượng Trung tâm đã bị thiệt hại nặng. Tôi sẽ tiến lên phía Bắc với ba đội nhằm tấn công lực lượng tàu sân bay vào lúc tảng sáng. | ” |
| — Morison (1956) | |   |

Những chữ "với ba đội" đã dẫn đến sự nhầm lẫn nguy hiểm. Theo nội dung bức điện của Halsey bắt được lúc 15 giờ 12 phút ngày 24 tháng 10: "…sẽ thành lập như Lực lượng Đặc nhiệm 34", Đô đốc Kinkaid và bộ tham mưu của ông đã giả định, tương tự như Đô đốc Nimitz tại tổng hành dinh Hạm đội Thái Bình Dương, là Lực lượng Đặc nhiệm 34 do Phó Đô đốc Lee chỉ huy đã được thành lập và tồn tại riêng biệt. Họ đoán rằng Halsey để lại lực lượng tàu nổi hùng mạnh này canh gác eo biển San Bernardino (và bảo vệ sườn phía Bắc của Đệ Thất hạm đội) và lấy ba đội đặc nhiệm tàu sân bay nhanh hướng lên phía Bắc truy đuổi các tàu sân bay Nhật. Nhưng thực ra Lực lượng Đặc nhiệm 34 chưa được tách ra khỏi lực lượng chính của Halsey, và những chiếc thiết giáp hạm của Lee giờ đây trên đường hướng lên phía Bắc cùng với các tàu sân bay của Đệ Tam hạm đội. Halsey đã có chủ tâm và ý thức khi để bỏ ngỏ eo biển San Bernardino hoàn toàn không được canh phòng. Như tác giả Woodward đã viết: "Mọi thứ được rút khỏi eo San Bernardino, không để lại một cái gì, ngay cả một khu trục hạm cũng không có".
Halsey và các sĩ quan tham mưu của ông đã phớt lờ thông tin từ một máy bay trinh sát đêm xuất phát từ tàu sân bay hạng nhẹ USS Independence báo cáo về cho biết lực lượng tàu nổi hùng hậu của Kurita đã quay đầu trở lại hướng về eo biển San Bernardino; và sau một thời gian dài tắt đi, những ngọn đèn biển hướng dẫn hải trình đi qua eo đã được bật sáng trở lại. Khi Chuẩn Đô đốc Gerald F. Bogan, tư lệnh Đội đặc nhiệm 38.2, gọi điện thông báo tin tức này cho soái hạm của Halsey, ông bị từ chối bởi một sĩ quan tham mưu đã trả lời một cách cụt ngũn: "Rồi... rồi... chúng tôi biết chuyện đó." Phó Đô đốc Lee, người đã suy luận chính xác rằng lực lượng của Ozawa đang thực hiện nhiệm vụ nghi binh và đề cập đến việc này trong một bức điện gửi đến soái hạm của Halsey, cũng bị từ chối một cách tương tự. Thiếu tướng Hải quân Arleigh Burke và Trung tá James Flatley trong ban tham mưu của Phó Đô đốc Marc Mitscher cũng đều đi đến kết luận như vậy. Họ có những nỗi lo lắng nhất định về tình hình, và buộc phải đánh thức Mitscher nhằm đặt câu hỏi: "Liệu Đô đốc Halsey đã đọc báo cáo này chưa?" Mitscher, vốn biết quá rõ tính khí của Halsey và được cho biết là Halsey đã nhận báo cáo, đã phát biểu: "Nếu ông ấy cần ý kiến của tôi, ông ấy sẽ hỏi" rồi tiếp tục giấc ngủ.
Toàn bộ sức mạnh của Đệ Tam hạm đội với khoảng 65 tàu chiến, một lực lượng hải quân mạnh mẽ nhất hành tinh vào lúc đó, tiếp tục hành trình lên hướng Bắc, rời xa eo biển San Bernardino.

## Trận chiến eo biển Surigao (25 tháng 10)

Sơ đồ trận chiến eo biển Surigao.

"Lực lượng phía Nam" của Đô đốc Nishimura bao gồm các thiết giáp hạm Yamashiro và Fusō, tàu tuần dương hạng nặng Mogami và bốn tàu khu trục. Chúng bị các máy bay ném bom tấn công trong ngày 24 tháng 10 nhưng chỉ bị thiệt hại nhẹ.
Do lệnh cấm sử dụng liên lạc vô tuyến một cách tuyệt đối trên các lực lượng trung tâm và phía Nam, Nishimura đã không thể phối hợp sự di chuyển cùng với Shima và Kurita. Khi ông đi vào eo biển hẹp Surigao lúc 02 giờ 00 ngày 25 tháng 10, ông không hề hay biết Shima chỉ cách 45 km (25 hải lý) đàng sau, và Kurita vẫn còn đang trong biển Sibuyan, phải mất nhiều giờ chạy tàu mới đến được các bãi đổ bộ ở Leyte.
Khi "Lực lượng phía Nam" tiến vào eo biển Surigao, nó không biết được là đang sa vào một cái bẫy chết người do lực lượng của Đệ Thất hạm đội bày ra. Chuẩn Đô đốc Jesse Oldendorf có được một lực lượng đáng kể gồm sáu thiết giáp hạm: West Virginia, Maryland, Mississippi, Tennessee, California và Pennsylvania, tất cả ngoại trừ chiếc Mississippi đều đã từng bị đánh đắm hay hư hại trong trận tấn công Trân Châu Cảng và đã được sửa chữa thành công. Còn phải kể đến các khẩu pháo 203 mm (8 inch) và 152 mm (6 inch) trên bốn chiếc tàu tuần dương hạng nặng USS Louisville (soái hạm), Portland, Minneapolis, HMAS Shropshire và bốn tàu tuần dương hạng nhẹ Denver, Columbia, Phoenix và Boise. Ngoài ra còn có các cỡ súng nhỏ và ngư lôi từ 28 tàu khu trục và 39 tàu phóng lôi PT (Patrol/Torpedo) boat. Để băng qua eo biển hẹp và đến được mục tiêu là các tàu bè ở bãi đổ bộ, Nishimura phải đi qua một hàng ngư lôi từ những tàu phóng lôi PT, tiếp nối bằng một lực lượng lớn các tàu khu trục, và cuối cùng tiến qua hỏa lực tập trung của sáu thiết giáp hạm chắn ngang cùng tám tàu tuần dương hai bên sườn được bày ra ở cửa biển eo Surigao.
Lúc 22 giờ 36 phút ngày 24 tháng 10 một trong những chiếc tàu phóng lôi, PT-131, phát hiện những con tàu chiến Nhật Bản đang đến gần. Trong hơn ba giờ rưỡi, những chiếc tàu phóng lôi liên tiếp tấn công vào lực lượng của Nishimura, và cho dù không đánh trúng quả nào, họ cũng đã gửi những báo cáo hữu ích cho Oldendorf và lực lượng của ông.
Khi các tàu chiến của Nishimura tiến vào eo biển Surigao, chúng bị phơi bày ra trước các đợt tấn công bằng ngư lôi dữ dội của các tàu khu trục Mỹ bố trí hai bên sườn của con đường tấn công. Vào khoảng 03 giờ 00 phút cả hai chiếc thiết giáp hạm Nhật đều bị trúng ngư lôi. Yamashiro vẫn có thể tiếp tục di chuyển, nhưng Fusō bị nổ tung và bị cắt rời làm hai phần cho dù vẫn còn nổi được. Hai trong số bốn tàu khu trục của Nishimura bị đánh chìm trong khi một chiếc khác, Asagumo, bị đánh trúng nhưng còn có thể rút lui, và sau đó bị chìm.
Lúc 03 giờ 16 phút, radar của chiếc West Virginia tìm thấy những chiếc tàu còn sống sót trong lực lượng của Nishimura ở khoảng cách 38 km (42.000 yard) và định vị mục tiêu trong tầm ngắm bắn ở khoảng cách 27,4 km (30.000 yard). West Virginia tiếp tục theo dõi khi chúng tiến đến gần trong đêm tối đen như mực. Lúc 03 giờ 53 phút nó khai hỏa tám khẩu pháo chính 16 in (410 mm) ở khoảng cách 21 km (22.800 yard), bắn trúng chiếc Yamashiro với loạt đạn đầu tiên, và nó tiếp tục nả thêm 93 quả đạn pháo. Đến 03 giờ 55 phút California và Tennessee tham gia, nã 69 và 63 phát đạn 14 in (360 mm) tương ứng. Hệ thống Radar điều khiển hỏa lực cho phép các thiết giáp hạm Mỹ bắn trúng mục tiêu từ khoảng cách xa đến mức các thiết giáp hạm Nhật, với hệ thống điều khiển hỏa lực lạc hậu, không thể bắn trả lại.
Ba chiếc thiết giáp hạm còn lại của Mỹ, do được trang bị loại radar điều khiển hỏa lực ít tiên tiến hơn, đã gặp khó khăn trong việc tìm ra vị trí khai hỏa. Maryland cuối cùng thành công qua việc nhận ra mục tiêu bằng mắt thường nhờ ánh chớp của các quả đạn pháo từ các tàu khác, đã có thể nả 48 phát đạn 16 in (410 mm). Pennsylvania không thể tìm ra mục tiêu nên các khẩu pháo của nó im tiếng trong cả trận đánh. Mississippi chỉ tìm ra giải pháp vào những phút cuối cùng của trận đánh, và chỉ bắn được một loạt đạn pháo 12 quả 14 in (360 mm). Đây là loạt đạn pháo cuối cùng mà một thiết giáp hạm bắn vào một chiến hạm khác, kết thúc một thời kỳ trong lịch sử hải chiến.
Yamashiro và Mogami bị phá hỏng bởi các quả đạn pháo xuyên thép 16 in (410 mm) và 14 in (360 mm), cũng như hỏa lực của các tàu tuần dương của Oldendorf hai bên sườn. Tàu khu trục Shigure quay mũi và chạy trốn nhưng không lâu sau bị mất lái và chết đứng tại chỗ. Yamashiro bị đánh chìm lúc 04 giờ 20 phút, Đô đốc Nishimura tử trận cùng con tàu. Mogami và Shigure rút lui về hướng Nam trở qua eo biển.
Tốp phía sau của "Lực lượng phía Nam", "Lực lượng Tấn công thứ hai", do Phó Đô đốc Shima chỉ huy đã đi đến eo biển Surigao khoảng 64 km (40 dặm) phía sau Nishimura. Chúng cũng chịu đựng các đợt tấn công của các tàu phóng lôi PT, và tàu tuần dương hạng nhẹ Abukuma trúng phải một quả ngư lôi khiến cho nó phải rớt khỏi đội hình. Hai chiếc tàu tuần dương hạng nặng của Shima Nachi và Ashigara) cùng tám tàu khu trục sau đó tìm thấy những gì còn lại của lực lượng Nishimura. Nhìn thấy những thứ mà ông nghĩ là phần còn lại của cả hai chiếc thiết giáp hạm của Nishimura (đúng ra là hai nửa của chiếc Fusō), Shima ra lệnh rút lui. Soái hạm của ông là chiếc Nachi đụng phải Mogami, làm ngập nước phòng bánh lái của Mogami khiến chiếc tàu tuần dương bị tụt lại phía sau trong cuộc tháo chạy; nó bị máy bay Mỹ đánh chìm sáng ngày hôm sau. Nữa phần phía mũi của chiếc Fusō bị hỏa lực của tàu tuần dương Louisville đánh chìm, trong khi nữa phần phía lái còn lại bị đắm ngoài khơi đảo Kanihaan. Trong số bảy chiếc tàu của Nishimura, chỉ còn lại chiếc Shigure sống sót; trong khi những chiếc của Shima trải qua trận Surigao sống sót, chúng cũng bị đánh chìm trong các trận đụng độ tiếp theo sau chung quanh Leyte.
Trận chiến eo biển Surigao là trận giáp chiến giữa các thiết giáp hạm lần cuối cùng trong lịch sử. Đây cũng là trận hải chiến cuối cùng mà một bên (trong trường hợp này là Mỹ) đã có thể "cắt ngang chữ T" đối phương của mình. Tuy nhiên, vào lúc mà các thiết giáp hạm bắt đầu giáp chiến với nhau, hàng tàu chiến Nhật đã bị đánh tả tơi và chỉ gồm một thiết giáp hạm (Yamashiro), một tàu tuần dương và một tàu khu trục, cho nên việc "cắt ngang chữ T" chỉ là khái niệm và ít có ảnh hưởng đến kết quả chung cuộc của trận đánh.

## Trận chiến ngoài khơi Samar (25 tháng 10)

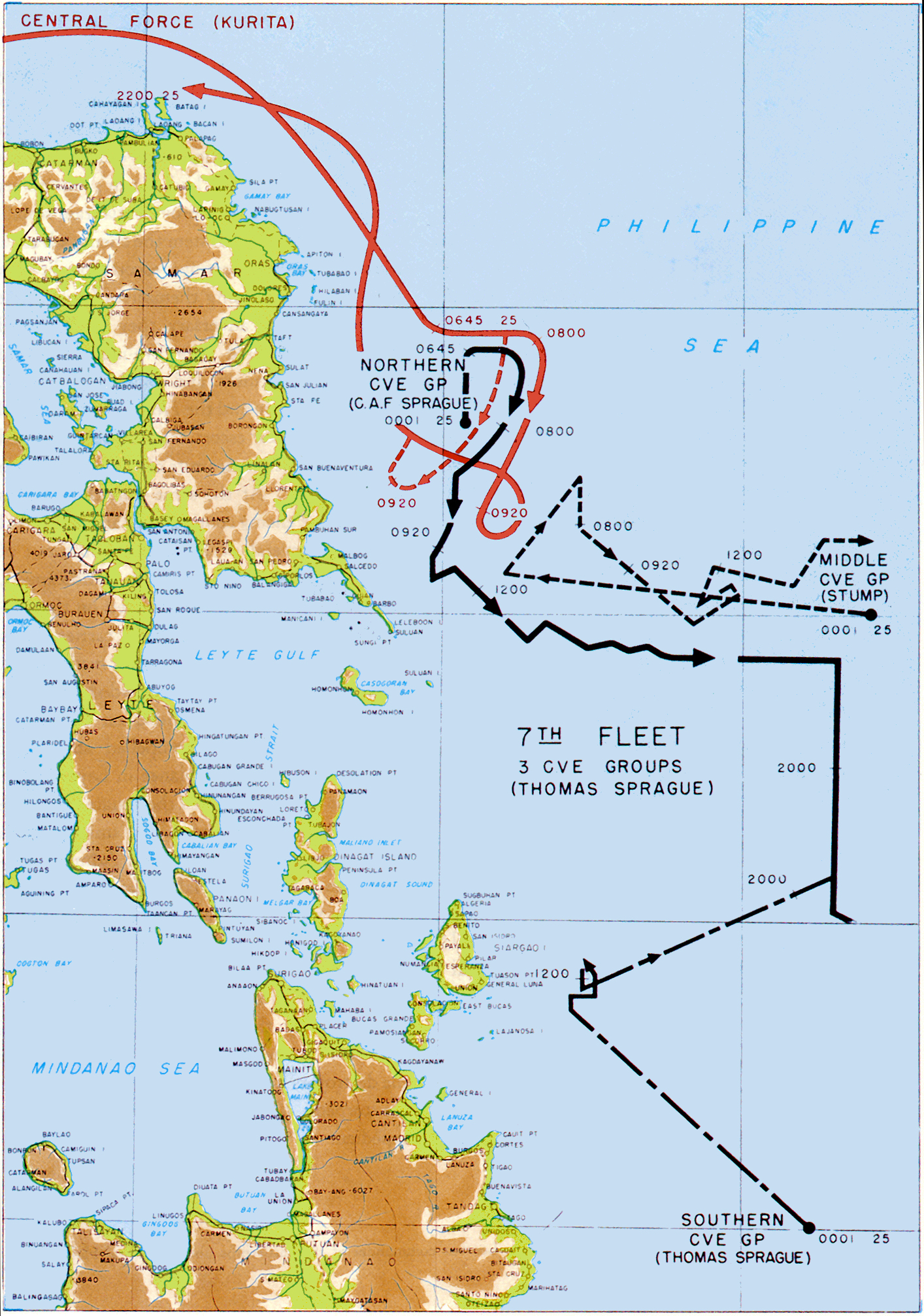
Sơ đồ trận chiến ngoài khơi Samar.

### Mở đầu
Quyết định của Halsey tung toàn lực lượng của Đệ Tam hạm đội lên phía Bắc để tấn công các tàu sân bay Nhật thuộc "Lực lượng phía Bắc" của Ozawa đã bỏ trống eo biển San Bernardino hoàn toàn không được bảo vệ.
Các sĩ quan cao cấp của Đệ Thất hạm đội (kể cả Kinkaid và ban tham mưu của ông) đều tin rằng Halsey chỉ mang theo ba đội đặc nhiệm tàu sân bay nhanh cùng với mình lên phía Bắc (đội đặc nhiệm của McCain, lực lượng mạnh nhất trong Đệ Tam hạm đội, vẫn đang trên đường quay lại từ hướng Ulithi) nhưng để lại các thiết giáp hạm thuộc Lực lượng Đặc nhiệm 34 canh phòng eo biển San Bernardino chống lại "Lực lượng Trung tâm" Nhật Bản. Trong thực tế, Halsey chưa từng thành lập Lực lượng Đặc nhiệm 34, và cả sáu chiếc thiết giáp hạm của Willis Lee đều đang trên đường hướng lên phía Bắc cùng với các tàu sân bay, cũng như là tất cả các tàu tuần dương và tàu khu trục của Đệ Tam hạm đội.
Vì vậy, "Lực lượng Trung tâm" của Kurita đã vượt qua khỏi eo biển San Bernardino Strait mà không bị kháng cự vào lúc 03 giờ 00 phút ngày 25 tháng 10 và di chuyển về phía Nam dọc theo bờ biển phía Đông đảo Samar. Đường đi của chúng chỉ được phòng thủ bởi ba Đơn vị Đặc nhiệm tàu sân bay hộ tống của Đệ Thất hạm đội dưới tên các gọi 'Taffy' 1, 2 và 3, gồm tổng cộng mười sáu tàu sân bay hộ tống nhỏ, chậm chạp và vỏ giáp rất yếu; cùng lực lượng hộ tống yếu kém gồm những tàu khu trục nhỏ hỏa lực yếu không có vỏ giáp và các tàu khu trục hộ tống nhỏ hơn nữa. Cho dù đã phải chịu đựng những thiệt hại do các hoạt động tại eo biển Palawan và biển Sibuyan, "Lực lượng Trung tâm" Nhật Bản vẫn còn rất mạnh, bao gồm bốn thiết giáp hạm (kể cả chiếc Yamato khổng lồ), sáu tàu tuần dương hạng nặng, hai tàu tuần dương hạng nhẹ và khoảng một tá tàu khu trục. Ngoại trừ Lực lượng Đặc nhiệm 38, đây có thể là lực lượng hải quân mạnh mẽ nhất hành tinh vào lúc đó, cho dù có thể sánh được một cách tương đương với lực lượng yểm trợ hỏa lực do Đô đốc Oldendorf chỉ huy thuộc Đệ Thất hạm đội. Chỉ tính riêng Yamato, thiết giáp hạm lớn nhất và mạnh nhất, có lượng rẽ nước bằng tất cả các tàu chiến của Taffy 3 cộng lại.

### Trận chiến
Lúc 6 giờ 27 sáng, khi đoàn tàu đang ở phía Đông bờ biển đảo Samar, thiếu úy quan trắc viên Shiego Hirayama đứng trên đài quan sát nhìn về phía trước và đếm được 4 cột tàu cao và theo lối kiến trúc thì đó là tàu sân bay Mĩ. Kurita gởi một bản vô tuyến điện về Bộ tư lệnh hạm đội Liên hợp: "Nhờ trời giúp chúng tôi có cơ hội để tiến công hạm đội Mĩ. Đánh tàu sân bay trước và tiêu diệt hạm đội còn lại sau". Trước mặt họ là một phân đội gồm 6 tàu sân bay hộ tống loại nhỏ (mỗi chiếc có 28 máy bay) và 7 khu trục hạm, do chuẩn đô đốc Clifton Sprague chỉ huy, thuộc hạm đội thứ 7 Hoa Kỳ đang làm nhiệm vụ yểm trợ cho đoàn tàu đổ bộ Mĩ ở vịnh Leyte.
Lực lượng của Kurita đã bắt được Đơn vị Đặc nhiệm 77.4.3 ('Taffy 3') của Chuẩn Đô đốc Clifton Sprague một cách hoàn toàn bất ngờ. Sprague chỉ đạo các tàu sân bay của mình tung máy bay ra, rồi ẩn núp vào một đám mưa giông ở phía Đông. Ông cũng ra lệnh cho các tàu khu trục và khu trục hộ tống tạo một bức màn khói để che khuất các tàu sân bay đang rút lui.
Do không nhận thức được rằng miếng mồi nhữ của Ozawa đã thành công, Kurita cho rằng mình vừa tìm thấy một đội tàu sân bay thuộc Đệ Tam hạm đội của Halsey. Vừa mới sắp xếp những tàu chiến của mình trong đội hình chống không kích, Kurita khiến cho tình hình trở nên lộn xộn khi ra lệnh "Tổng tấn công", có nghĩa là chia tách hạm đội của ông thành các đơn vị khác nhau và tấn công độc lập.
Đúng 6 giờ 58, hải pháo của chiếc Yamato khai hỏa, bắn ra những trái đạn 3.220 cân Anh (khoảng 1.600 kg). Kurita ra lệnh "tổng tấn công", mọi tàu Nhật đổ xô vào đối thủ.
Tàu khu trục Johnston lúc đó đang ở gần đối phương nhất. Với sáng kiến của riêng mình, chỉ huy con tàu Trung tá Hải quân Ernest E. Evans lái con tàu hoàn toàn vô vọng của mình hướng thẳng vào đối thủ hết tốc độ lườn. Chiếc Johnston phóng ra một chùm ngư lôi, 2 trái trúng tuần dương hạm Kumano, nhưng chiếc Johnston trúng đạn pháo 1,6 tấn và hư hại nặng.
Thấy vậy, Sprague ra mệnh lệnh "small boys attack", tung toàn bộ phần còn lại của lực lượng tàu hộ tống của Taffy 3 vào cuộc xung đột. Hai tàu khu trục còn lại của Taffy 3, Hoel và Heermann, và tàu khu trục hộ tống Samuel B. Roberts đã tấn công với chủ định tự sát, thu hút về phía mình hỏa lực của đối phương và phá vỡ đội hình tàu chiến Nhật khi chúng phải chuyển hướng để tránh những quả ngư lôi. Khu trục hạm Hoel nhắm vào tàu tuần dương hạng nặng Haguro, phóng một loạt ngư lôi, nhưng sau đó bị đạn hải pháo trúng buồng máy. Khu trục hạm Harmann cũng nhắm vào chiếc Haguro, phóng một loạt ngư lôi nhưng chiếc này tránh được. Chiếc Hoel thì bị tuần dương hạm nặng Kongo cố tình đụng trúng và chìm.
Trong khi đó, Thomas Sprague ra lệnh cho tất cả sáu chiếc tàu sân bay hộ tống của ba đơn vị đặc nhiệm Taffy tung toàn bộ máy bay với bất kỳ vũ khí nào đang có, ngay cả khi chúng chỉ có súng máy hay mìn sâu chống tàu ngầm. Ông có tổng cộng khoảng 450 máy bay dưới quyền, đa số là máy bay tiêm kích FM-2 Wildcat và máy bay ném bom ngư lôi TBM Avenger. Cuộc không kích phản công hầu như tiếp diễn không ngừng nghỉ, và một số đợt không kích, đặc biệt là do Đơn vị Đặc nhiệm 77.4.2 ('Taffy 2') của Đô đốc Stump tung ra khá mãnh liệt.
Những chiếc tàu sân bay của Taffy 3 quay về hướng Nam và rút lui trong màn đạn pháo. Tàu sân bay Gambier Bay ở về phía cuối đội hình và tụt lại. Một trái rơi xuống xuyên thủng boong tàu, nổ ở buồng máy chiếc Gambier Bay, khiến chiếc này bị loại khỏi vòng chiến và chìm lúc 8 giờ 45 phút. Hầu hết các tàu sân bay khác đều bị hư hại.

### Đô đốc Kurita rút lui
Sự kháng cự quyết liệt của Mỹ đã xác nhận suy đoán của phía Nhật rằng họ đang phải đương đầu với một hạm đội chủ lực chứ không phải là những tàu sân bay hộ tống và tàu khu trục. Việc lộn xộn sau khi ra lệnh "Tổng tấn công" còn nghiêm trọng hơn do các cuộc phản công bằng máy bay và ngư lôi, và soái hạm Yamato của Kurita bị buộc phải quay mũi về hướng Bắc để tránh các quả ngư lôi nên bản thân Kurita không thể bắt nhịp với diễn tiến trận đánh. Kurita bất ngờ tách ra khỏi trận đánh và ra lệnh: "mọi con tàu, theo tôi về hướng Bắc, tốc độ 20", rõ ràng để nhằm tập hợp lại hạm đội mất trật tự của mình.
Sau khi quay đầu xuống phía Nam hướng về phía vịnh Leyte một lần nữa, báo cáo tác chiến của Kurita cho biết ông nhận được một bức điện sai lầm thông báo một nhóm tàu sân bay Mỹ đang hướng lên phía Bắc nhắm vào ông. Ý muốn đưa lực lượng của mình đối đầu những tàu chiến chủ lực hơn là lực lượng vận tải, Kurita tung lực lượng ra truy đuổi, và do đó đã lỡ mất cơ hội tiêu diệt những tàu bè đổ bộ trong vịnh Leyte.
Kurita còn chịu ảnh hưởng do ông không biết rằng Ozawa đã lôi kéo được Halsey tách xa khỏi vịnh Leyte; ông vẫn tin là mình đang đối đầu các đơn vị của Đệ Tam hạm đội, và đó chỉ là vấn đề thời gian trước khi Halsey bao vây và tiêu diệt ông. Chuẩn Đô đốc Clifton Sprague đã viết cho bạn đồng nghiệp Aubrey Fitch sau chiến tranh: "Tôi... khẳng định [với Đô đốc Nimitz] rằng lý do chính mà họ đã quay mũi về hướng Bắc là họ đã chịu nhiều thiệt hại đến mức có thể tiếp tục, và tôi vẫn giữ quan điểm này. Sự phân tích sau này sẽ xác nhận điều đó."
Sau khi cân nhắc kĩ lưỡng, lúc 12 giờ 35 phút Kurita hạ lệnh cho đoàn chiến hạm của ông quay về phía Bắc để tìm diệt các tàu sân bay Mĩ.
Phó đô đốc Kurita đã tính sai. Theo đuổi mục tiêu đó, Kurita đã bỏ lỡ cơ hội có thể lọt vào vịnh Leyte. Lực lượng Đột kích của Kurita có thể tiêu diệt xong đoàn tàu đổ bộ Mĩ trong vịnh rồi mới phải quay ra đối phó với hạm đội thứ 7 Hoa Kỳ. Vả lại hạm đội này cũng không quá mạnh: trong số 6 thiết giáp hạm của Oldendorf thì 5 chiếc là những tàu cũ từng bị đánh đắm hoặc bị trọng thương ở Trân Châu Cảng, mới được trục vớt lên và sửa chữa lại. Người Nhật sẽ tiếc nuối khi biết rằng đoàn tàu đổ bộ Mĩ ở vịnh Leyte lúc bấy giờ vẫn chưa chuyển hết số vũ khí quân trang lên bờ. Trong số đó có 23 tàu đổ bộ LST chở xe tăng, 28 tàu vận tải cỡ 22.000 tấn chở các vỉ sắt lót đường băng và các vật liệu khác để lập sân bay dã chiến. Nếu số tàu này bị đánh chìm thì - như tướng Douglas MacArthur đã thừa nhận - đạo quân Mĩ đã đổ bộ sẽ "bị đặt vào tình thế nguy hiểm".
Sau khi thất bại trong việc đánh chặn những chiếc tàu sân bay không thực sự hiện hữu, cuối cùng Kurita rút lui về hướng eo biển San Bernardino. Ba tàu tuần dương hạng nặng của ông đã bị đánh chìm, và sự kháng cự kiên quyết của Mỹ đã khiến ông cảm thấy tiếp tục tấn công chỉ đem lại thêm nhiều thiệt hại cho phía Nhật.
Hầu hết lực lượng còn sống sót của Kurita đã rút lui thành công. Halsey và các thiết giáp hạm của Đệ Tam hạm đội đã quay về quá trễ để có thể chặn được chúng. Các thiết giáp hạm Nagato, Haruna và Kongō bị hư hỏng nặng bởi ngư lôi của lực lượng hộ tống của Taffy 3. Kurita đã bắt đầu trận chiến với năm thiết giáp hạm, nhưng trên đường quay trở về chỉ có Yamato còn khả năng chiến đấu đầy đủ. 

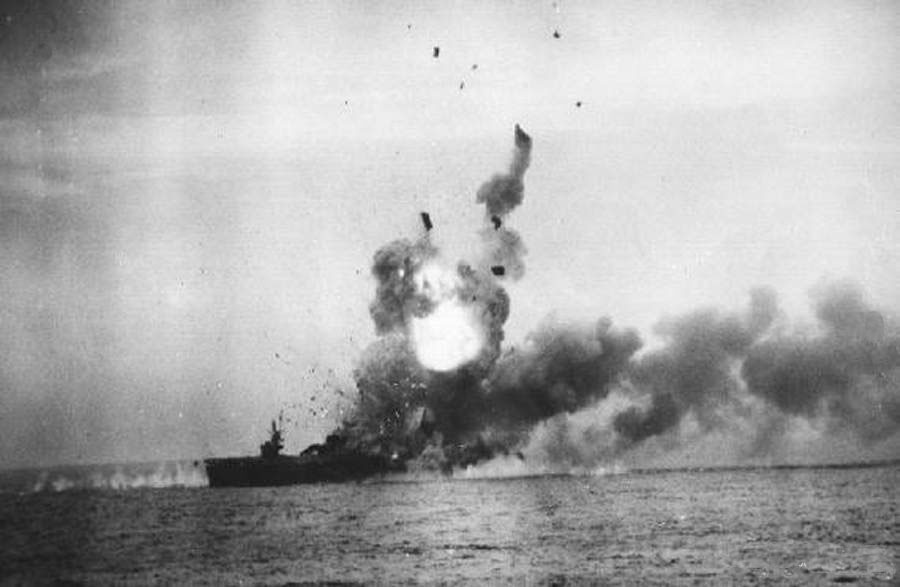
USS St. Lo nổ tung sau khi bị máy bay kamikaze tấn công.

Khi các hoạt động tác chiến liều lĩnh trên mặt biển đi vào giai đoạn kết thúc, Phó Đô đốc Takijirō Ōnishi đưa 'Lực lượng Tấn công Đặc biệt' vào hoạt động, tung các đợt không kích kamikaze vào các tàu bè Đồng Minh trong vịnh Leyte và các đơn vị tàu sân bay hộ tống ngoài khơi Samar. Tàu sân bay hộ tống St. Lo của Taffy 3 bị một máy bay Kamikaze đánh trúng và bị chìm sau đó. Đây là cuộc tấn công đầu tiên của phi đội Kamikaze tức Thần phong do các phi công quyết tử Nhật tiến hành.

### Thiệt hại
Hai tàu sân bay hộ tống, các tàu khu trục Hoel và Johnston cùng tàu khu trục hộ tống Samuel B. Roberts bị đánh chìm và bốn tàu chiến Mỹ khác bị hư hại. Tàu khu trục Heermann, cho dù tham gia một trận chiến hoàn toàn không cân sức, đã kết thúc trận chiến chỉ với tổn thất sáu thành viên thủy thủ đoàn thiệt mạng.
Hơn một ngàn thủy thủ và phi công bị giết trong trận đánh. Do thông tin liên lạc cắt đứt cùng các sai lầm khác, một số lớn những người sống sót thuộc Taffy 3 đã không được cứu vớt trong nhiều ngày, khiến đã có thêm những tổn thất không cần thiết sau khi trận chiến đã kết thúc.

## Trận chiến ngoài khơi mũi Engaño (25–26 tháng 10)

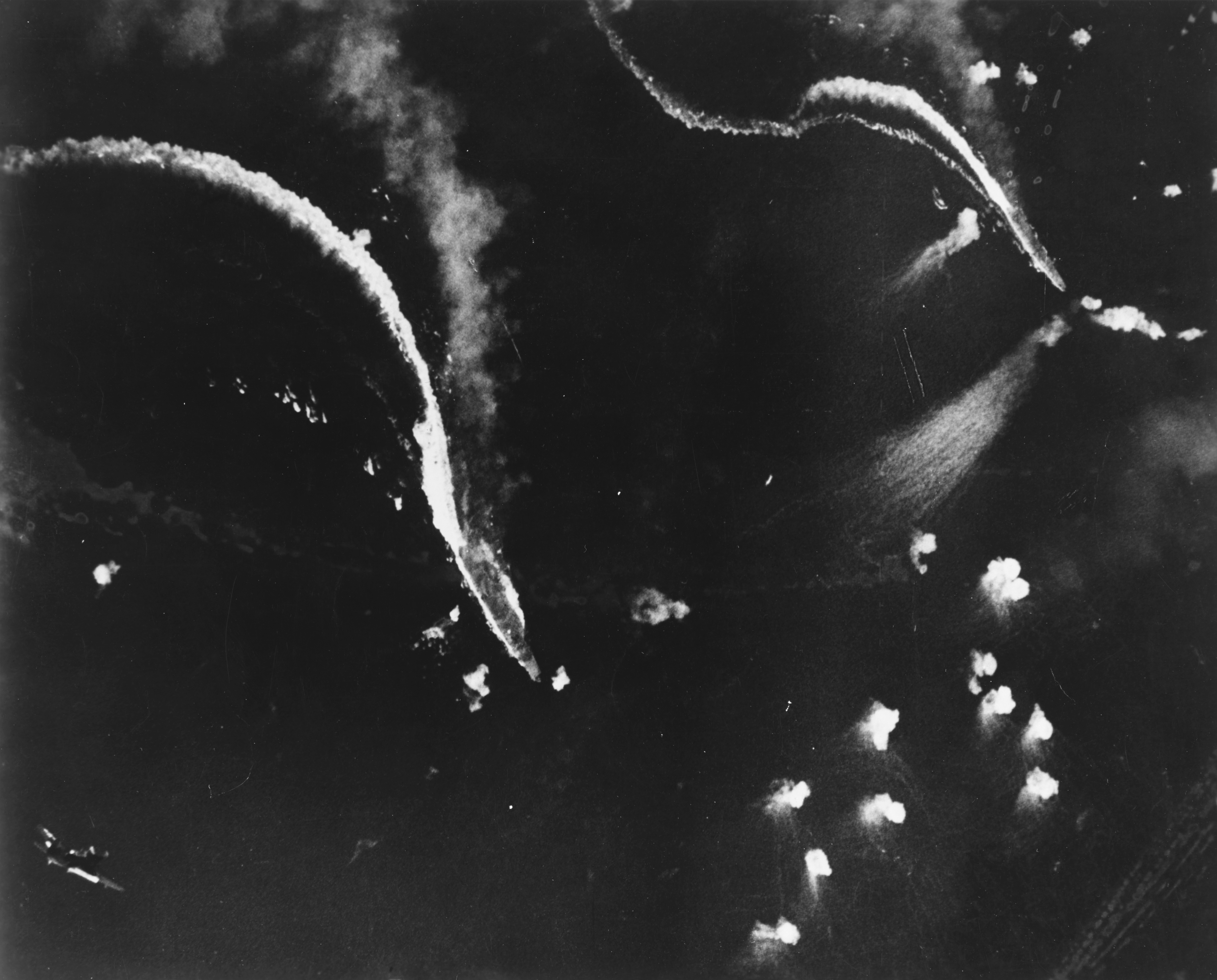
Tàu sân bay Nhật Zuikaku (bên trái ở giữa), và có thể là tàu sân bay Zuihō (góc trên bên phải) đang bị máy bay ném bom bổ nhào tấn công trong trận chiến ngoài khơi mũi Engaño.

"Lực lượng phía Bắc" của Đô đốc Ozawa bao gồm bốn tàu sân bay: Zuikaku (chiếc cuối cùng còn sống sót trong số sáu tàu sân bay tấn công Trân Châu Cảng năm 1941), các tàu sân bay hạng nhẹ Zuihō, Chitose và Chiyoda, hai thiết giáp hạm thời Chiến tranh thế giới thứ nhất Hyūga và Ise vốn đã được cải biến một phần thành một tàu sân bay lai (hai tháp pháo đuôi được thay bằng sàn đáp, sàn chứa và máy phóng – nhưng cả hai chiếc đều không mang một máy bay nào trong trận này), ba tàu tuần dương hạng nhẹ Ōyodo, Tama và Isuzu cùng chín tàu khu trục. Lực lượng này chỉ có tổng cộng 108 máy bay.
Lực lượng của Đô đốc Ozawa vẫn không bị phát hiện cho đến tận 16 giờ 40 phút ngày 24 tháng 10, chủ yếu là do Đội đặc nhiệm 38.3 của Đô đốc Sherman, lúc này đang ở vị trí cực Bắc trong đội hình của Halsey có nhiệm vụ trinh sát khu vực này, quá bận bịu trong việc tấn công lực lượng của Kurita đồng thời phải tự bảo vệ khỏi các đợt không kích xuất phát từ các sân bay trên đảo Luzon. Chiều tối ngày 24 tháng 10, Ozawa bắt được một bức điện Mỹ thông tin về cuộc rút lui của Kurita, do đó ông cũng bắt đầu rút lui lực lượng của mình. Nhưng đến 20 giờ 00 phút, Đô đốc Soemu Toyoda ra lệnh cho mọi lực lượng phải tấn công hết mình, vì thế Ozawa lại cho quay mũi về hướng Nam tiếp cận Đệ Tam hạm đội.
Halsey bị thuyết phục rằng "Lực lượng phía Bắc" là mối đe dọa chính, và quyết định nắm lấy cái mà ông cho là cơ hội hầu như hoàn hảo để tiêu diệt sức mạnh còn lại của hạm đội tàu sân bay Nhật Bản. Tin rằng "Lực lượng Trung tâm" đã bị vô hiệu hóa bởi các đợt không kích của Đệ Tam hạm đội trong ngày 24 tháng 10 trong trận chiến biển Sibuyan, và phần còn lại của chúng đã rút lui về Brunei, Halsey gửi đi bức điện: "Căn cứ theo các báo cáo tấn công, Lực lượng Trung tâm đã bị thiệt hại nặng. Tôi sẽ tiến lên phía Bắc với ba đội nhằm tấn công lực lượng tàu sân bay vào lúc tảng sáng."
Lực lượng mà Halsey mang theo hướng lên phía Bắc bao gồm ba đội tàu sân bay trong Lực lượng Đặc nhiệm 38 của Mitscher; một ưu thế áp đảo hơn hẳn so với "Lực lượng phía Bắc" Nhật Bản. Chúng bao gồm năm tàu sân bay hạm đội: Intrepid, Franklin, Lexington, Enterprise và Essex; năm tàu sân bay hạng nhẹ: Independence, Belleau Wood, Langley, Cabot và San Jacinto; sáu thiết giáp hạm: Alabama, Iowa, Massachusetts, New Jersey, South Dakota và Washington, tám tàu tuần dương (hai hạng nặng và sáu hạng nhẹ) cùng hơn 40 tàu khu trục. Lực lượng không quân trên mười tàu sân bay Mỹ có khoảng trên 600 đến 1000 máy bay.
Lúc 02 giờ 40 phút ngày 25 tháng 10, Halsey cho tách ra Lực lượng Đặc nhiệm 34, hình thành chung quanh sáu thiết giáp hạm của Đệ Tam hạm đội và được chỉ huy bởi Phó Đô đốc Willis A. Lee. Khi trời sắp sáng, tàu chiến của Lực lượng Đặc nhiệm 34 tiến lên phía trước các tàu sân bay. Halsey dự định để cho Mitscher tung ra các cuộc không kích rồi tiếp nối bằng các khẩu pháo hạng nặng trên các tàu chiến của Lee.

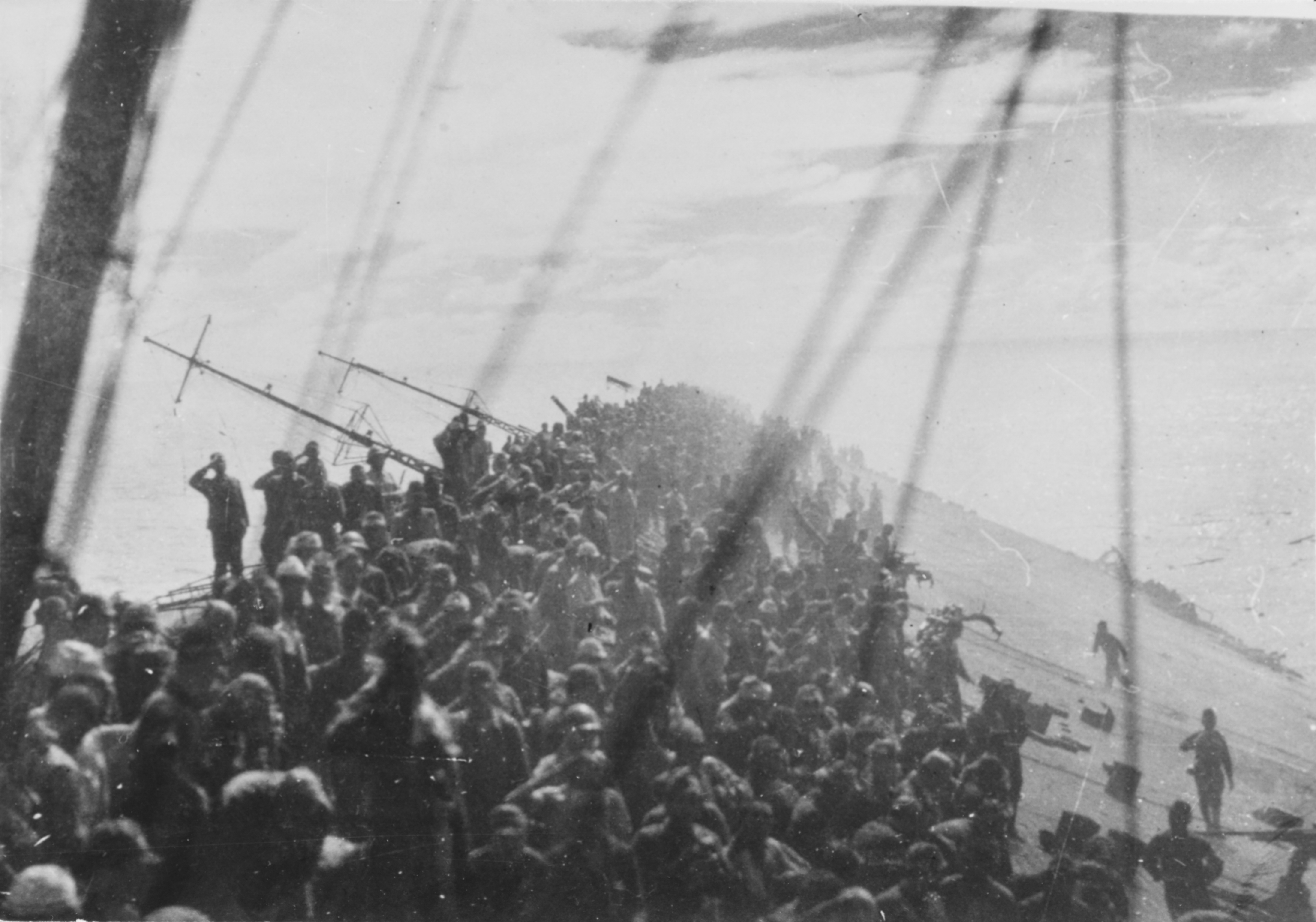
Trên chiếc Zuikaku đang chìm, thủy thủ đoàn đang chào khi cờ được hạ xuống, kết thúc vai trò làm soái hạm cho Hải quân Đế quốc Nhật Bản.

Lúc bình minh ngày 25 tháng 10, Ozawa tung ra khoảng 75 máy bay tấn công Đệ Tam hạm đội. Đa số bị các máy bay Mỹ làm nhiệm vụ tuần tra chiến đấu trên không bắn rơi, và không gây thiệt hại gì cho các tàu Mỹ. Một số ít máy bay Nhật sống sót đã tìm cách hạ cánh được trên các sân bay tại Luzon.
Trong đêm, Halsey đã chuyển quyền chỉ huy chiến thuật của Lực lượng Đặc nhiệm 38 cho Đô đốc Mitscher, và ông đã ra lệnh cho các tàu sân bay tung ra đợt tấn công thứ nhất gồm 180 máy bay vào lúc bình minh, trước khi tìm ra vị trí của "Lực lượng phía Bắc". Khi máy bay trinh sát tìm thấy mục tiêu lúc 07 giờ 10 phút, lực lượng tấn công bắt đầu bay vòng tròn vây quanh hạm đội đối phương. Lúc 08 giờ 00, cuộc tấn công mở màn khi các máy bay tiêm kích theo hộ tống đã tiêu diệt lực lượng tuần tra chiến đấu trên không của Ozawa gồm khoảng 30 máy bay. Cuộc tấn công tiếp tục đến chiều tối, khi Lực lượng Đặc nhiệm 38 thực hiện tổng cộng 527 phi vụ nhắm vào "Lực lượng phía Bắc", đánh chìm Zuikaku, các tàu sân bay hạng nhẹ Chitose và Zuihō cùng tàu khu trục Akizuki. Tàu sân bay Chiyoda và tàu tuần dương Tama bị hư hại. Ozawa phải chuyển cờ hiệu của mình sang tàu tuần dương hạng nhẹ Ōyodo.

### Cuộc khủng hoảng – Đệ Thất hạm đội cầu cứu
Không lâu sau 08 giờ 00, những bức điện cầu cứu tuyệt vọng yêu cầu được giúp đỡ bắt đầu đến từ Đệ Thất hạm đội. Một bức điện của Kinkaid đã được gửi thẳng bằng bạch văn: "Hoàn cảnh của tôi thật cấp bách. Cần có các thiết giáp hạm nhanh và sự hỗ trợ từ trên không mới ngăn chặn được đối phương tiêu diệt các tàu sân bay hộ tống và tiến vào Leyte." Halsey nhớ lại trong hồi ký của mình là ông đã thật sự sốc về bức điện này, có chú ý đến việc các bức điện từ Hạm đội 7 đến một cách rời rạc và không theo thứ tự căn cứ vào nhật ký của phòng điện báo. Dường như là ông đã không đọc được bức điện khẩn thiết của Kinkaid cho đến khoảng 10 giờ 00. Halsey sau này khẳng định ông biết Kinkaid gặp khó khăn, nhưng không thể tưởng tượng là tình huống lại bi đát đến như vậy.
Một trong những bức điện khẩn thiết nhất của Kinkaid báo cáo rằng, sau các hoạt động tác chiến tại eo biển Surigao, các thiết giáp hạm của bản thân Đệ Thất hạm đội bị thiếu hụt đạn dược trầm trọng. Ngay cả điều này cũng không đủ thuyết phục Halsey gửi ngay lực lượng trợ giúp cho Kinkaid. Trong thực tế tình hình đạn dược trên các thiết giáp hạm của Đệ Thất hạm đội không thấp đến mức báo động như bức điện của Kinkaid mô tả, nhưng Halsey đã không biết đến điều ấy.
Ở cách xa chiến trường 5.000 km (3.000 dặm), Đô đốc Nimitz tại Trân Châu Cảng đã theo dõi các lời kêu gào tuyệt vọng của Taffy 3, và đã gửi cho Halsey một bức điện ngắn gọn ra lệnh phải hỗ trợ cho Đệ Thất hạm đội, nguyên văn tiếng Anh như sau:
| “ | TURKEY TROTS TO WATER GG FROM CINCPAC ACTION COM THIRD FLEET INFO COMINCH CTF SEVENTY-SEVEN X WHERE IS RPT WHERE IS TASK FORCE THIRTY FOUR RR THE WORLD WONDERS | ” |

Bốn từ đầu tiên và ba từ cuối cùng trong bức điện là những "từ đệm" nhằm gây nhầm lẫn cho đối phương muốn nghe lén, trong đó điểm bắt đầu và kết thúc nội dung thực của bức điện sẽ được đánh dấu bằng phụ âm kép. Tuy nhiên, điện báo viên trên soái hạm của Halsey, cho dù đã xóa đúng bốn từ đầu nhưng lại để sót ba từ cuối trong bức điện được trao cho Halsey. Kết quả là, khi Halsey đọc bức điện, ông đã nghĩ rằng những từ cuối cùng THE WORLD WONDERS (thế giới tự hỏi) là những lời phê phán đay nghiến của Nimitz, nên ông đã phản ứng, ném mũ của mình xuống sàn tàu và "nổi cơn thịnh nộ". Chuẩn Đô đốc Robert Carney, Tham mưu trưởng, đã phải đối mặt với Halsey và quát lên: "Ngừng lại đi! Ông làm cái gì vậy? Bình tĩnh lại đi nào."
Cuối cùng, lúc 11 giờ 15 phút, tức là hơn hai giờ sau khi bức điện thảm họa đầu tiên từ Đệ Thất hạm đội đến được soái hạm của mình, Halsey ra lệnh cho Lực lượng Đặc nhiệm 34 quay mũi về phía Nam hướng đến Samar. Vào lúc này các thiết giáp hạm của Lee đã hầu như ở trong tầm bắn pháo vào lực lượng của Ozawa. Lại phải mất thêm hai giờ rưỡi tiếp tế nhiên liệu cho các tàu khu trục hộ tống trong Lực lượng Đặc nhiệm 34.
Sau khi liên tục bị trì hoãn một cách kỳ dị và ngoan cố, việc quay về quá trễ của Lực lượng Đặc nhiệm 34 không mang lại lợi ích cụ thể nào cho Đệ Thất hạm đội ngoài việc cứu vớt những người còn sống sót của Taffy 3; và cũng quá trễ để có thể đánh chặn lực lượng của Kurita trước khi chúng thoát qua eo biển San Bernardino.
Dù sao, lúc 16 giờ 22 phút, trong một cố gắng tuyệt vọng và quá trễ để can thiệp những sự kiện ngoài khơi Samar, Halsey thành lập một đội đặc nhiệm mới (TG 34.5) do Chuẩn Đô đốc Badger chỉ huy, hình thành chung quanh hai chiếc thiết giáp hạm nhanh nhất của Đệ Tam hạm đội Iowa (BB-61) và New Jersey (BB-62), những tàu chiếc có thể đạt được tốc độ tối đa 59 km/h (32 knot), cùng ba tàu tuần dương và tám tàu khu trục của Lực lượng Đặc nhiệm 34. Lực lượng này hối hả chạy về phía Nam, để lại Lee cùng bốn thiết giáp hạm còn lại theo sau. Căn cứ theo khảo sát của tác giả Morison, nếu nhóm của Badger thành công trong việc chặn "Lực lượng Trung tâm", chúng cũng sẽ bị một hỏa lực hùng hậu hơn áp đảo từ các thiết giáp hạm của Kurita.
Cuối cùng, tàu tuần dương và tàu khu trục của Đội đặc nhiệm 34.5 cũng bắt gặp và đánh chìm tàu khu trục Nowaki, kẻ tụt hậu cuối cùng trong đội hình "Lực lượng Trung tâm", ngoài khơi eo San Bernardino.

### Các hoạt động cuối cùng
Khi Halsey cho quay mũi Lực lượng Đặc nhiệm 34 về hướng nam lúc 11 giờ 15 phút, ông cho tách ra một lực lượng gồm bốn tàu tuần dương và chín tàu khu trục do Chuẩn Đô đốc DuBose chỉ huy, và sáp nhập chúng vào Lực lượng Đặc nhiệm 38. Lúc 14 giờ 15 phút Mitscher ra lệnh cho DuBose truy đuổi phần còn lại của "Lực lượng phía Bắc" Nhật Bản. Các tàu tuần dương đã kết liễu chiếc tàu sân bay hạng nhẹ Chiyoda lúc khoảng 17 giờ 00 phút, và đến 20 giờ 59 phút đánh chìm được tàu khu trục Hatsuzuki sau một trận đọ súng kịch liệt.
Khi Đô đốc Ozawa biết được sự bố trí lực lượng tương đối yếu của DuBose, ông ra lệnh cho các thiết giáp hạm Ise và Hyūga quay mũi về phía Nam để tấn công với một hỏa lực mạnh hơn hẳn, nhưng chúng đã không tìm thấy nhóm của DuBose. Quyết định của Halsey cho rút tất cả sáu thiết giáp hạm của Lee vào nỗ lực trơ trọi và quá trễ để trợ giúp Đệ Thất hạm đội, giờ đây lại đẩy Lực lượng Đặc nhiệm tàu sân bay 38 vào nguy cơ bị phản công bởi một lực lượng tàu nổi của "Lực lượng phía Bắc".
Vào khoảng 23 giờ 10 phút, tàu ngầm Mỹ Jallao phóng ngư lôi đánh chìm tàu tuần dương hạng nhẹ Tama trong lực lượng của Ozawa. Đây là hoạt động tác chiến cuối cùng trong trận chiến mũi Engaño; và ngoại trừ một số đợt không kích vào hạm đội Nhật đang rút lui trong ngày 26 tháng 10, cũng là hoạt động kết thúc Trận chiến vịnh Leyte.

## Sự phê phán Halsey

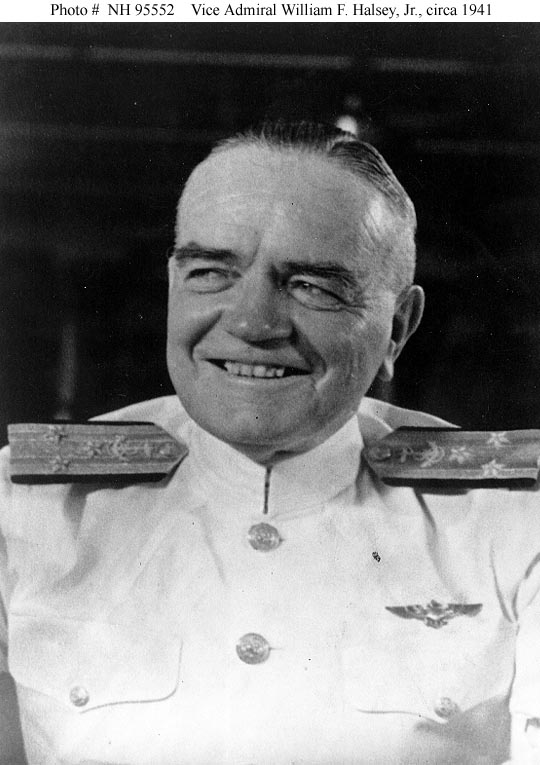
Đô đốc William F. 'Bull' Halsey, Tư lệnh Đệ Tam hạm đội Hoa Kỳ trong Trận chiến vịnh Leyte

Đô đốc Halsey bị phê phán vì quyết định của ông đưa Lực lượng Đặc nhiệm 34 lên phía Bắc nhằm săn đuổi Ozawa, và đã không kịp thời tách đơn vị này ra khi Kinkaid yêu cầu trợ giúp. Một tiếng lóng lan truyền trong Hải quân Mỹ cho hành động của Halsey là 'Bull's Run', kết hợp tên thông dụng của Halsey trong báo giới "Bull" (trong Hải quân Mỹ ông được gọi là 'Bill' Halsey) cùng với sự ám chỉ đến Trận Bull Run thời Nội chiến Mỹ.
Trong bản thông báo sau trận đánh, Halsey bào chữa cho quyết định của ông như sau:
| “ | Các cuộc truy lùng bằng máy bay trên tàu sân bay đã tìm ra lực lượng tàu sân bay phía Bắc vào buổi chiều ngày 24 tháng 10, giúp hoàn tất một bức tranh về sự bố trí của tất cả các lực lượng hải quân đối phương. Xem ra dường như là trẻ con đối với tôi khi canh gác một cách bất động tại eo San Bernardino, nên tôi đã tập trung lực lượng của Lực lượng Đặc nhiệm 38 trong đêm và tiến lên phía Bắc để tấn công lực lượng tàu sân bay vào lúc bình minh. Tôi tin rằng "Lực lượng Trung tâm" đã bị thiệt hại nặng tại biển Sibuyan đến mức nó không còn là mối đe dọa nghiêm trọng cho Đệ Thất hạm đội. | ” |

Halsey cũng tranh luận rằng ông lo ngại việc để lại Lực lượng Đặc nhiệm 34 để bảo vệ eo biển mà không có tàu sân bay hỗ trợ sẽ khiến chúng trở nên mong manh trước các đợt không kích của đối phương từ đất liền, trong khi để lại một đội tàu sân bay nhanh yểm trợ cho những chiếc thiết giáp hạm sẽ làm yếu đi đáng kể lực lượng không quân được tập trung để tấn công Ozawa.
Tuy nhiên, tác giả Morison khẳng định rằng Đô đốc Lee đã báo cáo lên rằng ông đã chuẩn bị sẵn sàng cho các thiết giáp hạm để bảo vệ eo biển San Bernardino mà không cần mọi sự hỗ trợ của tàu sân bay. Hơn nữa, nếu Halsey duy trì thông tin liên lạc chặt chẽ cùng Đệ Thất hạm đội, vẫn có phương án khả thi sử dụng lực lượng từ các tàu sân bay hộ tống của Lực lượng Đặc nhiệm 77 hỗ trợ trên không thỏa đáng cho Lực lượng Đặc nhiệm 34, một nhiệm vụ dễ hơn nhiều so với việc các tàu sân bay hộ tống phải tự vệ chống lại cuộc tấn công của các tàu chiến hạng nặng của Kurita.
Có thể tranh luận rằng trong thực tế Halsey đang trên một thiết giáp hạm, và "cảm giác bị tụt lại phía sau" cùng Lực lượng Đặc nhiệm 34 (trong khi phần lớn hạm đội tấn công lên phía Bắc) góp phần vào quyết định này, nhưng trong mọi tình huống đây chỉ là thứ yếu. Người ta đã chỉ ra rằng, cách rất hiện thực hoàn hảo và hợp lý, là chỉ cần lấy đi một hoặc hai thiết giáp hạm nhanh nhất của Đệ Tam hạm đội (Iowa và New Jersey) hợp cùng các tàu sân bay nhằm truy đuổi Ozawa, trong khi có thể để lại hầu hết hàng thiết giáp hạm ngoài khơi eo San Bernardino (thực ra, kế hoạch nguyên thủy của Halsey về thành phần của Lực lượng Đặc nhiệm 34 chỉ bao gồm bốn chứ không phải tất cả sáu thiết giáp hạm của Đệ Tam hạm đội); do đó, việc phòng thủ eo San Bernardino với một lực lượng thiết giáp hạm mạnh không mâu thuẫn với ý muốn riêng của Halsey đích thân đi lên phía Bắc trên chiếc New Jersey.
Có lẽ một nhân tố quan trọng trong quyết định này là do bản thân Halsey có xu hướng không muốn tách rời lực lượng của mình; ông có niềm tin sâu sắc vào sự tập trung lực lượng, như được phản ảnh trong những bài viết trước và sau Thế chiến II, cũng như trong những bài báo và phỏng vấn nhằm biện hộ cho quan điểm và các hoạt động của mình. Thêm vào đó, có thể Halsey chịu ảnh hưởng bởi những lời phê phán Đô đốc Spruance, người bị đa số cho là đã quá thận trọng trong Trận chiến biển Philippine nên đã để cho hầu hết Hạm đội Nhật Bản chạy thoát. Và dường như là Halsey cũng bị ảnh hưởng bởi Chuẩn Đô đốc Robert "Mick" Carney, Tham mưu trưởng của ông, người cũng toàn tâm toàn ý huy động mọi lực lượng có được của Đệ Tam hạm đội về phía Bắc để tấn công lực lượng tàu sân bay Nhật.
Tuy nhiên, với những thông tin mà ông có được, Halsey đã có những lý do cụ thể và dễ hiểu cho hành động của mình. Trước tiên, ông tin rằng lực lượng của Đô đốc Kurita đã bị thiệt hại nghiêm trọng hơn nhiều so với thực tế. Trong khi có thể giả định rằng Halsey phải xem xét việc lực lượng của Kurita tiếp tục tiến quân như là một chỉ thị cho thấy chúng vẫn là mối đe dọa nghiêm trọng, không thể ủng hộ quan điểm này khi xem xét thái độ công khai của binh lính Nhật Bản cứ khăng khăng nỗ lực một cách tuyệt vọng đến mức gần như tự sát. Do đó theo sự ước lượng của Halsey, lực lượng đã bị suy yếu của Kurita là nằm trong khả năng đối phó của Đệ Thất hạm đội, không đáng để chia tách lực lượng tấn công của mình.
Kế tiếp, Halsey không hề biết, cũng như bất cứ người nào khác trong Hải quân Mỹ, rằng không lực hải quân Nhật đang trong tình trạng tệ hại như thế nào, và lực lượng nhử mồi của Ozawa đã gần như cạn kiệt máy bay. Halsey đã cân nhắc, theo cách có thể hiểu được và bảo thủ một cách thận trọng, rằng lực lượng của Ozawa vẫn còn có khả năng tung ra các cuộc không kích nghiêm trọng. Halsey sau đó giải thích một phần các hành động của ông khi tuyên bố dứt khoát rằng ông không muốn bị "ném bom con thoi" bởi lực lượng của Ozawa (một thuật ngữ kỹ thuật trong đó máy bay sau khi tấn công có thể hạ cánh và tái trang bị tại các căn cứ ở cả hai bên của kẻ thù, cho phép chúng tấn công ở cả lượt đi và lượt về) hoặc cho chúng cơ hội "bắn tự do" xuống các lực lượng đổ bộ Mỹ trong vịnh Leyte. Rõ ràng là ông đã không có mối quan tâm tương đương khi để cho các thiết giáp hạm và tàu tuần dương của Kurita cơ hội "bắn tự do" xuống cùng các lực lượng đó.
Thực tế là Halsey đã nhận định theo cách xem ra quá thận trọng về các tàu sân bay của Ozawa, và một nhận định theo cách hoàn toàn trái ngược về các thiết giáp hạm của Kurita, có thể phản ảnh xu hướng dễ hiểu thiên về các tàu sân bay là mối đe dọa chính của cuộc chiến. Tại vịnh Leyte, Halsey đã không thể đánh giá đầy đủ rằng trong một số hoàn cảnh, thiết giáp hạm và tàu tuần dương vẫn có thể rất nguy hiểm; và mỉa mai thay, chính qua sai lầm không thông tin đầy đủ ý định của mình, ông đã khiến cho những hoàn cảnh đó trở thành hiện thực.
Clifton Sprague, chỉ huy trưởng Đơn vị Đặc nhiệm 77.4.3 trong trận chiến ngoài khơi Samar, sau này đã phê phán một cách quyết liệt quyết định của Halsey, và việc không thông báo rõ ràng cho Kinkaid và Đệ Thất hạm đội rằng sườn phía Bắc của họ không còn được bảo vệ:
| “ | Vì không có bất kỳ thông tin nào về việc cửa biển [eo San Bernardino] không còn được bảo vệ, có thể suy luận một cách hợp lý rằng sườn phía Bắc của chúng tôi không thể bị hở mà không có được sự cảnh báo kịp thời. | ” |

Nhận định việc Halsey đã không chuyển hướng Lực lượng Đặc nhiệm 34 về phía Nam kịp thời sau khi nhận được điện cầu cứu của Đệ Thất hạm đội ngoài khơi Samar, Morison cho rằng:
| “                               | Nếu Lực lượng Đặc nhiệm 34 được tách ra vài giờ sớm hơn, sau lời cầu cứu khẩn cấp đầu tiên của Kinkaid, và để các tàu khu trục lại, vì việc tiếp nhiên liệu cho chúng khiến chậm trễ hơn hai giờ rưỡi, một hàng thiết giáp hạm mạnh mẽ bao gồm sáu tàu chiến hiện đại dưới sự chỉ huy của Đô đốc Lee, vị chỉ huy hải đội thiết giáp hạm giàu kinh nghiệm nhất của Hải quân, có thể về đến eo biển San Bernardino kịp lúc để giáp chiến cùng "Lực lượng Trung tâm" của Kurita… Ngoài việc các tai nạn vẫn thường gặp trong hải chiến, có mọi lý do để giả định rằng Lee sẽ "cắt ngang chữ T" và kết thúc việc tiêu diệt "Hạm đội Trung tâm". Hỏa lực hùng mạnh của hàng thiết giáp hạm Đệ Tam hạm đội, lớn hơn tổng cộng hạm đội Nhật Bản gộp lại, chưa từng được đưa ra hoạt động ngoại trừ để kết liễu một hoặc hai tàu hạng nhẹ hư hỏng. | ” |
| — Morison (1956), trang 336–337 | |   |

Có lẽ lời bình luận chân thật nhất được Phó Đô đốc Lee nêu ra ngắn gọn trong bản báo cáo tác chiến của Tư lệnh Lực lượng Đặc nhiệm 34:
| “                                                                                  | Các tàu chiến [của tôi] không chịu tổn thất nào cũng như không gây ra thiệt hại nào cho đối phương trong khi hoạt động như Lực lượng Đặc nhiệm 34. | ” |
| — Task Force 34 Action Report: ngày 6 tháng 10 năm 1944 – ngày 3 tháng 11 năm 1944 | |   |

## Hậu quả và sau đó

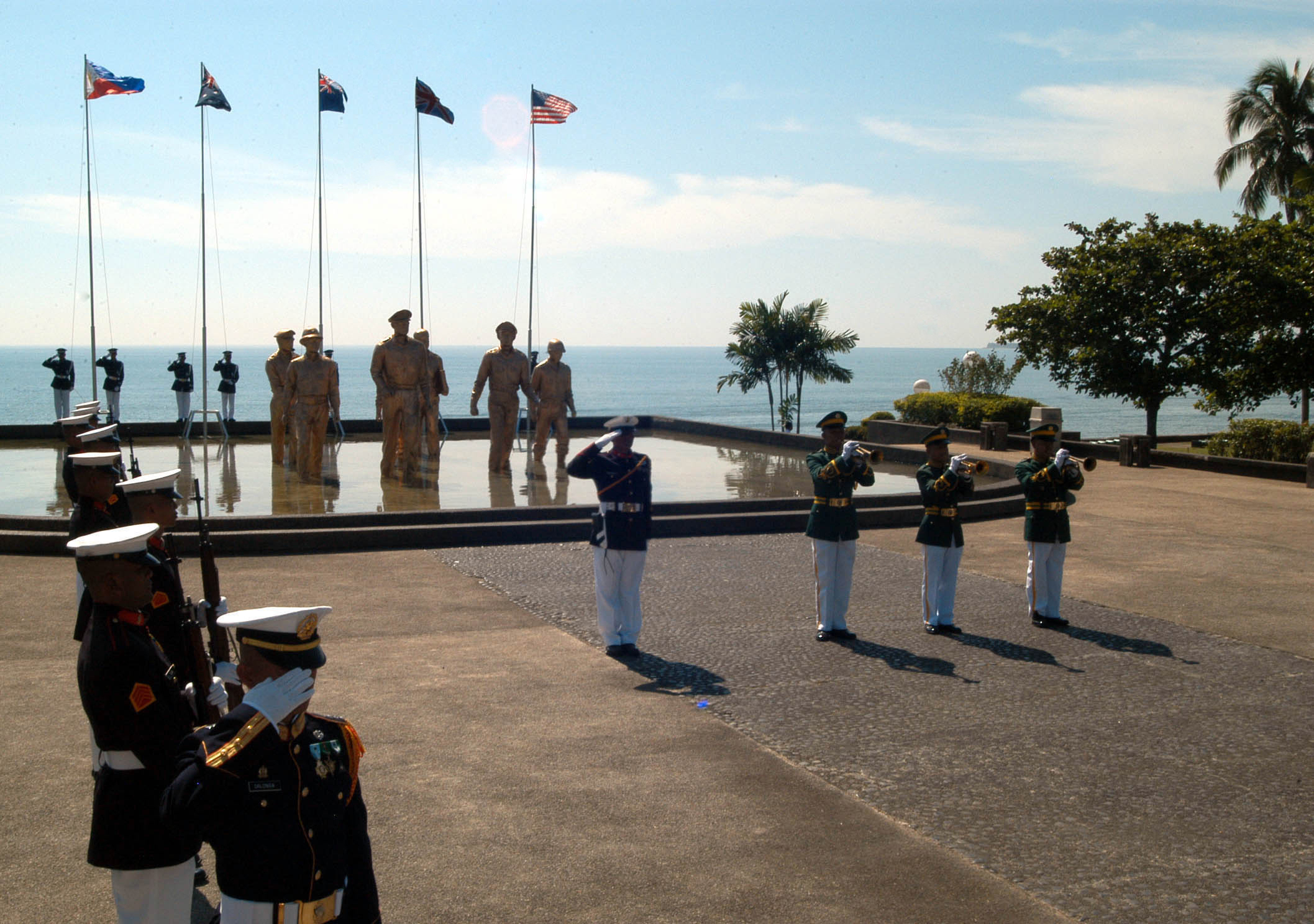
Buổi lễ kỷ niệm 60 năm trận chiến tại Tacloban, Philippines, ngày 20 tháng 10 năm 2004

Trận chiến vịnh Leyte đã giúp giữ vững các bãi đổ bộ của Tập đoàn quân 6 Lục quân Hoa Kỳ trên đảo Leyte trước sự tấn công từ phía biển. Tuy nhiên, cuộc chiến trên bộ vẫn còn tiếp diễn gay go cho đến khi Đồng Minh kiểm soát hoàn toàn hòn đảo vào cuối tháng 12 năm 1944. Trận Leyte trên bộ được tiến hành song song với các chiến dịch trên không và ngoài biển, trong đó quân Nhật nỗ lực tăng viện và tiếp tế cho quân đồn trú tại Leyte, trong khi Đồng Minh ra sức ngăn cản và giành ưu thế trên không và trên biển cho một loạt các cuộc đổ bộ lên vịnh Ormoc, các cuộc đụng độ thường được biết đến dưới tên gọi Trận chiến vịnh Ormoc.
Hải quân Đế quốc Nhật Bản chịu đựng tổn thất to lớn nhất kể từ thời đại Minh Trị duy tân. Thất bại của họ không đánh đuổi được lực lượng xâm chiếm Đồng Minh khỏi Leyte đồng nghĩa với việc mất Philippines không sao tránh khỏi, mà điều này sẽ dẫn đến việc Nhật Bản sẽ bị cắt đứt khỏi những lãnh thổ chiếm đóng tại Đông Nam Á. Những nơi này đang cung cấp nguồn nguyên liệu sống còn cho Nhật Bản, đặc biệt là xăng dầu cho tàu chiến và máy bay, và vấn đề này càng thêm trầm trọng vì các xưởng tàu và nguồn tiếp liệu khác như đạn dược đều ở ngay tại chính quốc. Cuối cùng, việc mất Leyte đã mở đường cho việc tấn công quần đảo Ryukyu trong năm 1945.
Hầu hết lực lượng tàu nổi của Hải quân Nhật quay trở về căn cứ của chúng trong trạng thái hư hỏng, hầu như không hoạt động cho đến hết chiến tranh. Chiến dịch duy nhất của các tàu chiến này từ lúc trận chiến vịnh Leyte Gulf kết thúc cho đến khi Nhật Bản đầu hàng là chuyến đi thảm họa và bi đát vào tháng 4 năm 1945 trong Chiến dịch Ten-Go (Ten-gō sakusen) khi thiết giáp hạm Yamato cùng một số tàu hộ tống bị các tàu sân bay Mỹ tiêu diệt.
Máy bay tấn công tự sát kamikaze lần đầu tiên được sử dụng sau cuộc đổ bộ lên Leyte, khi một máy bay đã đánh trúng tàu tuần dương hạng nặng Úc HMAS Australia ngày 21 tháng 10. Việc tấn công tự sát có tổ chức bởi "Lực lượng Tấn công Đặc biệt" bắt đầu vào ngày 25 tháng 10 trong giai đoạn kết thúc của trận chiến ngoài khơi Samar đã phá hủy tàu sân bay hộ tống USS St. Lo.
J.F.C. Fuller, trong tác phẩm của ông 'The Decisive Battles of the Western World', đã viết về kết quả của trận chiến vịnh Leyte:
Hạm đội Nhật Bản [thực sự] đã ngừng hiện hữu, và ngoại trừ lực lượng máy bay đặt căn cứ trên đất liền, đối thủ của họ đã giành quyền kiểm soát mặt biển không thể chối cải được.
Khi Đô đốc Ozawa được hỏi… sau chiến tranh ông đã trả lời: "Sau trận này lực lượng tàu nổi trở nên hoàn toàn phụ thuộc, nên chúng tôi phải dựa vào lực lượng trên bộ, tấn công [Kamikaze] đặc biệt, và không quân… không còn những nhiệm vụ được giao cho các tàu nổi, ngoại trừ một vài con tàu đặc biệt".
Và Đô đốc Yonai, Bộ trưởng Hải quân, phát biểu ông nhận thức rằng thất bại tại Leyte "tương đương với việc mất Philippines."
và trong một ý nghĩa lớn hơn của trận đánh, ông nói: "Tôi có cảm giác đó là hồi kết cuộc."

## Phương tiện nghe nhìn
- Lost Evidence of the Pacific: The Battle of Leyte Gulf. History Channel TV
- Dogfights: Death of the Japanese Navy. History Channel. TV
- Battle 360: Battle of Leyte Gulf. History Channel. TV
- Animated History of The Battle of Leyte Gulf Lưu trữ ngày 12 tháng 1 năm 2009 tại Wayback Machine
- Victory At Sea: The Battle For Leyte Gulf, (1952). Tập thứ 19 trong loạt phim dài 26 tập về những trận hải chiến trong Thế Chiến II.